# SM 엔터테인먼트의 음반
이 문서는 SM 엔터테인먼트에서 발표한 음반 목록이다.

## 1990년대
- 1990년 4월 1일 현진영 - 야한여자 (싱글)
- 1990년 8월 1일 현진영 - New Dance 1
- 1990년 9월 1일 현진영 - 난 깜짝 놀랄 짓을 할거야 OST[1]
- 1991년 1월 ?일 한동준 - 그대가 이 세상에 있는 것만으로
- 1991년 10월 ?일 김광진 - Virgin Flight
- 1992년 8월 ?일 현진영 - New Dance 2
- 1993년 8월 18일 유영진 - Blues In Rhythm Album
- 1993년 9월 ?일 현진영 - Int.World Best And Hiphop Of New Dance 3 (LP Ver.)
- 1994년 3월 1일 Major - Easy Rock Single 1
- 1994년 8월 15일 J&J - Guitar And Dance Single 1
- 1995년 9월 ?일 유영진 - Blue Rhythm
- 1996년 9월 7일 H.O.T. - We Hate All Kinds of VIolence...
- 1997년 7월 5일 H.O.T. - Wolf and Sheep
- 1997년 12월 24일 S.E.S. - I'm Your Girl
- 1998년 5월 9일 신화 - 해결사
- 1998년 7월 15일 배드 보이스 써클 - B-BOYS`C
- 1998년 9월 25일 H.O.T. - Resurrection
- 1998년 11월 23일 S.E.S. - Sea & Eugene & Shoo
- 1999년 3월 10일 S.E.S. - Reach Out (Japanese Album)[2]
- 1999년 4월 ?일 H.O.T. - Greatest H.O.T. Hits Song Collection Live
- 1999년 4월 15일 신화 - T.O.P (Twinkle Of Paradise)
- 1999년 9월 15일 H.O.T. - I yah!
- 1999년 10월 29일 S.E.S. - Love
- 1999년 12월 1일 SM TOWN - Christmas in SMTOWN.com
- 1999년 12월 8일 S.E.S. - Sing Of Love/Miracle
- 1999년 12월 14일 플라이 투 더 스카이 - Fly To The Sky

## 2000년대
- 2000년 1월 6일 H.O.T. - 99 Live in Seoul
- 2000년 3월 15일 S.E.S. - PRIME
- 2000년 4월 21일 S.E.S. - LOVE
- 2000년 5월 4일 S.E.S. - Be Ever Wonderful(Japanese Album)
- 2000년 5월 27일 신화 - Only One
- 2000년 6월 22일 S.E.S. - 2000 First Concert
- 2000년 7월 18일 H.O.T. - 평화의 시대 OST (Age Of Peace)
- 2000년 8월 2일 S.E.S. - Lovin`You
- 2000년 8월 25일 보아 - ID; Peace B
- 2000년 10월 2일 H.O.T. - Outside Castle
- 2000년 12월 ?일 SM TOWN - Winter Vaction in SMTOWN.COM
- 2000년 12월 19일 송광식 - Piano Solo
- 2000년 12월 23일 S.E.S. - A Letter From Greenland
- 2001년 2월 2일 플라이 투 더 스카이 - 약속
- 2001년 3월 8일 보아 - Don't Start Now-Jumping Into The World
- 2001년 3월 26일 신화 - Shinhwa 2001 1st Live Concert
- 2001년 5월 ?일 H.O.T - Forever 2001 Live Concert
- 2001년 5월 30일 보아 - ID;Peace B
- 2001년 6월 28일 신화 - Hey Come On
- 2001년 7월 11일 S.E.S. - Surprise
- 2001년 7월 25일 보아 - [Digital Single] Amazing Kiss
- 2001년 8월 ?일 플라이 투 더 스카이 - 후아유[3]
- 2001년 8월 16일 강타 - Polaris
- 2001년 9월 10일 다나 - DANA
- 2001년 11월 6일 유영진 - 지애
- 2001년 12월 1일 SM TOWN - Winter Vaction in SMTOWN.com
- 2001년 12월 5일 보아 - 気持ちはつたわる
- 2001년 12월 5일 플라이 투 더 스카이 - Contact(Joint Live Concert Album)(후아유)
- 2001년 12월 17일 밀크 - With Freshness
- 2002년 ?월 ?일 S.E.S. - Remix Album
- 2002년 1월 17일 보아 - [Digital Single] Listen To My Heart
- 2002년 1월 26일 신화 - My Choice(Best 앨범)
- 2002년 2월 15일 S.E.S. - Choose My Life-U
- 2002년 3월 11일 블랙비트 - Black Beat 2002 - The First Performance 001
- 2002년 3월 13일 보아 - Every Heart-ミンナノキモチ-
- 2002년 3월 29일 신화 - Perfect Man
- 2002년 4월 1일 신비 - 15 to 30
- 2002년 4월 12일 윤상 - 이사
- 2002년 4월 12일 보아 - No.1 (Released In Japan)
- 2002년 4월 12일 보아 - No.1
- 2002년 4월 26일 플라이 투 더 스카이 - Sea Of Love
- 2002년 5월 28일 송광식 - Dreams Of Heaven
- 2002년 5월 29일 보아 - [Digital Single] Don`t start now
- 2002년 6월 11일 SM TOWN - `02 Summer Vaction In Smtown.com
- 2002년 8월 ?일 이삭N지연 - TELL ME BABY
- 2002년 8월 1일 강타 - Pine Tree
- 2002년 8월 7일 보아 - Peace B. REMIXES
- 2002년 8월 28일 보아 - [Digital Single] VALENTI
- 2002년 8월 29일 추가열 - 나 같은건 없는 건가요
- 2002년 9월 19일 보아 - [Digital Single] 奇蹟/NO.1
- 2002년 9월 24일 보아 - Miracle
- 2002년 11월 21일 S.E.S. - Friend(S.E.S Sea,Eugene,Shoo)
- 2002년 12월 1일 SM TOWN - 2002 Winter Vaction In SMTown.com
- 2002년 12월 11일 보아 - JEWEL SONG/BESIDE YOU-僕を呼ぶ声-
- 2002년 12월 27일 신화 - 너의 결혼식
- 2003년 3월 28일 강타 - Kangta 1st Concert Pinetree
- 2003년 4월 16일 윤상 - There Is A Man
- 2003년 5월 14일 보아 - [Digital Single] Shine We Are!/Earthsong
- 2003년 5월 31일 보아 - Atlantis Princess
- 2003년 6월 23일 SM TOWN - 2003 Summer Vaction in SMTown.Com
- 2003년 7월 7일 플라이 투 더 스카이 - Missing You
- 2003년 8월 ?일 보아 - Next World
- 2003년 9월 25일 S - Fr.in.Cl
- 2003년 10월 1일 다나 - 남겨둔 이야기
- 2003년 10월 7일 신화 - The Everlasting Mytholog 2003 2nd concert
- 2003년 10월 23일 보아 - [Digital Single] DOUBLE
- 2003년 12월 3일 보아 - [Digital Single] Rock With You
- 2003년 12월 4일 보아 - [Digital Single] SHINE WE ARE
- 2003년 12월 5일 보아 - Rock With You
- 2003년 12월 9일 SM TOWN - 2003 Winter Vaction In SMTown.com
- 2003년 12월 27일 동방신기 - Hug (포옹)
- 2003년 12월 31일 신화 - Winter Story
- 2004년 2월 11일 보아 - Be the one
- 2004년 2월 26일 보아 - Valenti
- 2004년 3월 26일 동방신기 - The 1st Story Book `Hug`
- 2004년 4월 6일 보아 - Love And Honesty
- 2004년 4월 11일 보아 - My Name
- 2004년 4월 23일 플라이 투 더 스카이 - 1st Live Concert Unforgettable
- 2004년 6월 24일 동방신기 - The Way U Are
- 2004년 6월 29일 SM TOWN - 2004 Summer Vaction In SMTOWN. COM`Hot Mail (여름편지)`
- 2004년 7월 20일 트랙스 - [Digital Single] The TRAX
- 2004년 9월 1일 보아 - [Digital Single] QUINCY/コノヨノシルシ
- 2004년 10월 11일 동방신기 - TRI-ANGLE (Tri Angle)
- 2004년 11월 8일 플라이 투 더 스카이 - Gravity
- 2004년 11월 30일 트랙스 - [Digital Single] Blast(1st Story Book)
- 2004년 12월 7일 동방신기 - The Christmas Gift From 동방신기
- 2004년 12월 15일 트랙스 - Scorpio
- 2004년 12월 20일 보아 - Merry-Chri (メリクリ)
- 2005년 1월 18일 동방신기 - Tri-Angle[4]
- 2005년 1월 21일 보아 - [Digital Single] Meaning Of Peace
- 2005년 2월 2일 보아 - Best Of Soul
- 2005년 3월 4일 강타 - Persona
- 2005년 3월 24일 동방신기 - Hug (International Ver.)
- 2005년 3월 31일 보아 - [Digital Single] DO THE MOTION
- 2005년 4월 15일 천상지희 더 그레이스 - [Digital Single] Too Good
- 2005년 4월 20일 트랙스 - [Digital Single] Rhapsody
- 2005년 4월 27일 동방신기 - Stay With Me Tonight
- 2005년 6월 27일 동방신기 - 2005 Summer-(Hi Ya Ya 여름날)
- 2005년 7월 13일 동방신기 - Somebody To Love
- 2005년 7월 14일 강타 - Persona (China)
- 2005년 8월 22일 보아 - Girls On Top
- 2005년 9월 12일 동방신기 - Rising Sun
- 2005년 9월 14일 트랙스 - [Digital Single] Blaze Away
- 2005년 10월 11일 강타 - Kangta Sentimental Journey(Repackage)
- 2005년 11월 2일 동방신기 - My Destiny
- 2005년 11월 23일 보아 - 抱きしめる
- 2005년 12월 5일 슈퍼주니어 - Super Junior 05
- 2005년 12월 7일 보아 - [Digital Single] Merry Christmas From BoA
- 2005년 12월 15일 동방신기,슈퍼주니어 - Show Me Your Love
- 2005년 12월 16일 보아 - [Digital Single] make a secret
- 2005년 12월 16일 보아 - [Digital Single] 抱きしめる
- 2005년 12월 16일 보아 - [Digital Single] Merry-Chri (メリクリ)
- 2006년 1월 18일 보아 - Everlasting
- 2006년 1월 25일 보아 - [Digital Single] Everlasting
- 2006년 1월 25일 천상지희 더 그레이스 - [Digital Single] Boomerang
- 2006년 2월 22일 보아 - Outgrow
- 2006년 3월 8일 동방신기 - 아스와 쿠루카라 내일은 오니까
- 2006년 3월 8일 천상지희 더 그레이스 - The Club
- 2006년 3월 23일 동방신기 - Heart, Mind And Soul
- 2006년 4월 5일 보아 - [Digital Single] 七色の明日~brand new beat~/Your Color(CD+DVD)
- 2006년 4월 26일 천상지희 더 그레이스 - [Digital Single] Sweet Flower
- 2006년 5월 14일 동방신기 - Five in the black
- 2006년 5월 19일 강타 - Scandal[5]
- 2006년 6월 2일 동방신기 - 동방의 투혼
- 2006년 6월 7일 슈퍼주니어 - U
- 2006년 6월 20일 SM TOWN - 2006 Summer SMTOWN
- 2006년 6월 28일 동방신기 - Begin
- 2006년 7월 12일 동방신기 - The 1st Live Concert Rising Sun
- 2006년 7월 12일 천상지희 더 그레이스 - [Digital Single] juicy LOVE
- 2006년 7월 18일 트랙스 - 初雨
- 2006년 7월 28일 동방신기 - 동방신기 극장드라마 OST Vacation
- 2006년 8월 9일 보아 - [Digital Single] KEY OF HEART/DOTCH
- 2006년 8월 23일 트랙스 - RESOLUTION
- 2006년 8월 25일 동방신기 - Sky
- 2006년 9월 8일 장리인 - [Digital Single] Timeless
- 2006년 9월 21일 보아 - Key Of Heart
- 2006년 9월 29일 동방신기 - "O"-正.反.合.
- 2006년 11월 1일 보아 - [Digital Single] Winter Love
- 2006년 11월 3일 천상지희 더 그레이스 - 열정 (My Everything)
- 2006년 11월 8일 동방신기 - Miss You/`O`정반합
- 2006년 12월 12일 SM TOWN - 2006 Winter SMTOWN
- 2007년 1월 24일 동방신기 - Step By Step
- 2007년 1월 24일 트랙스 - Find The Way/Cold Rain -初雨
- 2007년 1월 24일 보아 - Made In Twenty(20)
- 2007년 2월 2일 추가열 - 할말이 너무 많아요
- 2007년 2월 23일 슈퍼주니어-T - 로꾸거
- 2007년 3월 14일 동방신기 - Choosey Lover
- 2007년 4월 25일 보아 - Sweet Impact
- 2007년 5월 4일 천상지희 더 그레이스 - 한번 더, OK?[6]
- 2007년 6월 18일 동방신기 - The 2nd Asia Tour Concert `O`(아시아투어)
- 2007년 6월 20일 동방신기 - Lovin`You
- 2007년 7월 5일 SM TOWN - 2007 Summer SMTOWN
- 2007년 7월 26일 슈퍼주니어 - 꽃미남 연쇄 테러사건 OST
- 2007년 8월 1일 천상지희 더 그레이스 - Piranha
- 2007년 8월 3일 소녀시대 - 다시 만난 세계[7]
- 2007년 8월 9일 동방신기 - [Digital Single] Summer Dream/Song For You/Love In The Ice
- 2007년 9월 19일 동방신기 - Shine/Ride On
- 2007년 9월 20일 슈퍼주니어 - Don`t Don
- 2007년 10월 4일 보아 - [Digital Single] LOVE LETTER
- 2007년 11월 1일 소녀시대 - 소녀시대
- 2007년 11월 5일 슈퍼주니어 - Don't Don
- 2007년 11월 14일 동방신기 - Forever Love
- 2007년 11월 14일 천상지희 더 그레이스 - Graceful 4
- 2007년 12월 7일 SM TOWN - 07 Winter SMTOWN
- 2007년 12월 18일 보아 - [Digital Single] LOSE YOUR MIND
- 2008년 1월 16일 동방신기 - Purple Line
- 2008년 1월 23일 동방신기 - T
- 2008년 2월 6일 동방신기 - Two Hearts/Wild Soul (Changmin From TVXQ)
- 2008년 2월 13일 동방신기 - Runaway/My Girlfriend (Yuchun From TVXQ)
- 2008년 2월 20일 보아 - Be With You
- 2008년 2월 27일 동방신기 - If...!?/Rainy Night (Junsu From TVXQ)
- 2008년 2월 28일 보아 - The Face
- 2008년 3월 5일 동방신기 - Close To You/Crazy Life (Yunho From TVXQ)
- 2008년 3월 11일 소녀시대 - Kissing You (Rhythmer Remix Vol.1)
- 2008년 3월 12일 동방신기 - Keyword/Maze (Jejung From TVXQ)
- 2008년 3월 12일 강타 - Eternity - 영원히
- 2008년 3월 13일 장리인 - 성원 (중국발매앨범 욕망 2/I Will)
- 2008년 3월 13일 소녀시대 - Baby Baby
- 2008년 4월 30일 슈퍼주니어-M - 팬들(Me)
- 2008년 5월 8일 소녀시대 - 햅틱모션 (Haptic Motion)
- 2008년 5월 20일 슈퍼주니어 - The 1st Asia Tour Concert Album `Super Show`
- 2008년 5월 22일 샤이니 - 누난 너무 예뻐 (Replay)
- 2008년 6월 4일 보아 - Vivid
- 2008년 6월 5일 슈퍼주니어-H - 요리왕 (Cooking?Cooking!)
- 2008년 7월 9일 슈퍼주니어 - [Digital Single] U/Twins
- 2008년 7월 23일 천상지희 더 그레이스 - [Digital Single] Stand Up People
- 2008년 8월 1일 제시카, 서현, 티파니 - 마비노기 OST - It's Fantastic!
- 2008년 8월 28일 샤이니 - THE SHINee World (SHINee The First Album)
- 2008년 9월 25일 동방신기 - 주문 - MIROTIC
- 2008년 10월 22일 보아 - Eat You Up
- 2008년 10월 22일 천상지희 더 그레이스 - Here
- 2008년 10월 29일 샤이니 - SHINee The First Album (Repackage) AMIGO
- 2008년 11월 5일 슈퍼주니어-T - [Japan Digital Single] 로꾸거! (Japanese Ver.)
- 2009년 1월 5일 소녀시대 - Gee (The First Mini Album)
- 2009년 1월 7일 천상지희 더 그레이스 - Dear...
- 2009년 1월 28일 동방신기 - Bolero
- 2009년 2월 17일 서현 - [Digital Single] 짜라자짜[8]
- 2009년 2월 18일 보아 - 永遠/UNIVERSE feat.Crystal Kay&VERBAL(m-flo)/Believe in LOVE feat.BoA(Acoustic Version)
- 2009년 3월 12일 슈퍼주니어 - 쏘리 (Sorry,Sorry)
- 2009년 3월 18일 보아 - BoA Best 2
- 2009년 3월 18일 보아 - BoA
- 2009년 3월 23일 동방신기 - Survivor
- 2009년 3월 25일 동방신기 - The Secret Code
- 2009년 3월 26일 티파니 - 자명고 OST - 나혼자서
- 2009년 4월 3일 샤이니 - 보디가드 (Bodyguard)
- 2009년 4월 9일 동방신기 - The Secret Code
- 2009년 4월 22일 동방신기 - Share The World
- 2009년 5월 14일 슈퍼주니어 - 너라고
- 2009년 5월 14일 The Blue - The Blue,The First Memories
- 2009년 5월 18일 샤이니 - ROMEO The Second Mini Album
- 2009년 6월 25일 소녀시대 - 소원을 말해봐 (Genie)
- 2009년 7월 1일 동방신기 - Stand By U
- 2009년 7월 15일 슈퍼주니어 - Sorry,Sorry
- 2009년 7월 30일 동방신기 - The 3rd Asia Tour Concert `Mirotic` In Seoul
- 2009년 8월 11일 SM TOWN - 09 SUMMER SMTOWN - Seaside
- 2009년 8월 12일 SM TOWN - 09 SUMMER SMTOWN - Scar
- 2009년 8월 13일 SM TOWN - 09 SUMMER SMTOWN - (카니발 Carnival)
- 2009년 8월 14일 SM TOWN - 09 SUMMER SMTOWN - 12시 34분 (Nothing Better)
- 2009년 8월 20일 동해, 규현 - [Digital Single] 해피 버블 (Happy Bubbles)
- 2009년 9월 1일 보아 - BoA Deluxe (1st US Album Repack)[9]
- 2009년 9월 1일 f(x) - 라차타 (LA ChA TA)
- 2009년 9월 24일 슈퍼주니어-M - Super Girl (EP)
- 2009년 10월 7일 소녀시대 - Chocolate Love 소녀시대
- 2009년 10월 8일 f(x) - Chocolate Love f(x)
- 2009년 10월 14일 샤이니 - 2009, Year Of Us
- 2009년 10월 28일 보아 - BUMP BUMP! feat.VERBAL(m-flo)
- 2009년 10월 30일 장리인 - [Digital Single] 晴天, 雨天 (Moving On)
- 2009년 11월 4일 f(x) - Chu~
- 2009년 11월 16일 f(x) - 천하무적 이평강 Part.3 (어렵고도 쉬운)
- 2009년 12월 9일 보아 - まもりたい ～White Wishes～
- 2009년 12월 9일 슈퍼주니어 - The 2nd Asia Tour Concert Album `Super Show 2`
- 2009년 12월 15일 슈퍼주니어, 소녀시대 - Seoul (서울시 홍보송)

## 2010년대
- 2010년 1월 13일 틴틴파이브 - 다섯남자의 5번째 이야기[10]
- 2010년 1월 25일 트랙스 - 가슴이 차가운 남자
- 2010년 1월 27일 동방신기 - Break Out!
- 2010년 1월 28일 소녀시대 - Oh!
- 2010년 2월 10일 보아 - Identity
- 2010년 2월 17일 동방신기 - Best Selection 2010
- 2010년 3월 17일 f(x) - 헝그리 로미오,럭셔리 줄리엣
- 2010년 3월 22일 소녀시대 - Run Devil Run
- 2010년 3월 23일 f(x) - 볼수록 애교만점 OST Part.1
- 2010년 3월 24일 동방신기 - 토키오토메테
- 2010년 3월 31일 예성 - 신데렐라 언니 OST
- 2010년 5월 3일 f(x) - NU ABO
- 2010년 5월 10일 시원 - 오 마이 레이디 OST Part.3
- 2010년 5월 13일 슈퍼주니어 - 미인아 (Bonamana)
- 2010년 5월 20일 슈퍼주니어 - 꿈은 이루어진다 OST
- 2010년 5월 28일 크리스탈 - Melody Project Part.2
- 2010년 6월 25일 서현 - 김수로 OST Part.1
- 2010년 6월 28일 슈퍼주니어 - 미인아 (Repackage)
- 2010년 7월 19일 샤이니 - Lucifer
- 2010년 7월 20일 슈퍼주니어 - SBS 강심장 로고송
- 2010년 7월 21일 보아 - WOO WEEKEND
- 2010년 8월 2일 보아 - Hurricane Venus[11]
- 2010년 8월 5일 규현 - 제빵왕 김탁구 OST Part.5
- 2010년 8월 9일 소녀시대 - 내친구 해치 OST
- 2010년 8월 16일 슈퍼주니어 - 똑똑똑
- 2010년 8월 30일 윤아 - [Digital Single] 이니스프리데이 (Innisfree Day)
- 2010년 9월 1일 트랙스 - 오! 나의 여신님 (EP)
- 2010년 9월 8일 소녀시대 - Genie
- 2010년 9월 24일 보아 - Copy & Paste(BoA The 6th Repack Album)
- 2010년 9월 30일 동해 - [Digital Single] 친구와 사랑에 빠질 때[12]
- 2010년 9월 30일 샤이니 - Hello
- 2010년 10월 8일 슈퍼주니어 - 하루 OST Part.1
- 2010년 10월 13일 제시카 - [Digital Single] Sweet Delight
- 2010년 10월 15일 티파니 - 하루 OST Part.2
- 2010년 10월 20일 소녀시대 - Gee
- 2010년 10월 25일 소녀시대 - 훗
- 2010년 11월 11일 려욱 - 즐거운 나의 집 OST Part.3
- 2010년 11월 17일 태연 - 별처럼[13]
- 2010년 11월 29일 S.M. THE BALLAD - 너무 그리워
- 2010년 12월 13일 샤이니 - 하루 (X-Mas)
- 2010년 12월 13일 태연 - 사랑해요 (아테나-전쟁의 여신 OST)
- 2010년 12월 15일 슈퍼주니어 - 프레지던트 OST Part.1
- 2010년 12월 20일 동방신기 - Athena (아테나-전쟁의 여신 OST)
- 2010년 12월 22일 동해 - 괜찮아,아빠딸 OST Part.3
- 2010년 12월 22일 보아 - I SEE ME
- 2010년 12월 30일 소녀시대 - Into The New World (The 1st Asia Tour Concert)
- 2010년 12월 30일 루나,예성 - 프레지던트 OST Part.2
- 2011년 1월 3일 동방신기 - 왜 (Keep Your Head Down)
- 2011년 1월 8일 강타 - Arrow (아테나-전쟁의 여신 OST)
- 2011년 1월 16일 이특, 신동 - 해주세요 (일밤 오늘을 즐겨라 트로트 프로젝트)
- 2011년 1월 17일 소녀시대 - 비주얼드림 (Pop!Pop!)
- 2011년 1월 25일 소녀시대 - Run Devil Run (Japanese Ver.)
- 2011년 1월 26일 동방신기 - 왜 (Keep Your Head Down)
- 2011년 1월 31일 태연 - [Digital Single] 달라[14]
- 2011년 2월 20일 루나 - 일밤 오늘은 즐겨라 록 프로젝트[15]
- 2011년 2월 28일 슈퍼주니어-M - 태완미 (이것은 완벽하다;Perfection)(EP)
- 2011년 3월 14일 동방신기 - 이것만은 알고 가
- 2011년 4월 15일 슈퍼주니어-K.R.Y. - FLY
- 2011년 4월 20일 f(x) - 피노키오
- 2011년 4월 27일 소녀시대 - Mr. Taxi/Run Devil Run
- 2011년 4월 29일 슈퍼주니어-M - 태완미 Repackage
- 2011년 5월 18일 제시카 - 로맨스 타운 OST Part.2
- 2011년 6월 3일 종현 - 시티헌터 OST Part.2
- 2011년 6월 8일 슈퍼주니어 - 미인 (BONAMANA)
- 2011년 6월 14일 f(x) - Hot Summer`f(x) 1st Album Repackage
- 2011년 6월 22일 샤이니 - Replay（君は僕everything)
- 2011년 6월 22일 M&D - [Digital Single] 뭘봐 (Close Ur Mouth)
- 2011년 6월 23일 추가열 - Rainbow
- 2011년 6월 24일 이특, 은혁 - KBS COOL FM 개국 46주년 특별 기획 음반[16]
- 2011년 7월 11일 다나&선데이 - 나 좀 봐줘(One More Chance)
- 2011년 7월 13일 소녀시대 - GIRLS`GENERATION
- 2011년 7월 15일 예성 - 그대뒤에 있습니다.(장혜진 & 예성 Cooperation Part.1)[17]
- 2011년 7월 18일 려욱 - 스파이 명월 OST Part.3
- 2011년 7월 18일 예성 - 무사 백동수 OST Part.2
- 2011년 7월 20일 동방신기 - Superstar
- 2011년 8월 2일 슈퍼주니어 - Mr.Simple
- 2011년 8월 16일 f(x) - 깔라까바나 (퍼즐버블온라인 OST)
- 2011년 8월 24일 슈퍼주니어-M - 태완미 (Perfection)(Japanese Ver.)
- 2011년 8월 29일 샤이니 - Juliette (Japanese Ver.)
- 2011년 9월 19일 슈퍼주니어 - A-CHA
- 2011년 9월 23일 다나&선데이 - 애정만만세 OST Part.4
- 2011년 9월 29일 동방신기 - TONE
- 2011년 10월 11일 규현 - 포세이돈 OST Part.2
- 2011년 10월 11일 동해,서현 - [Digital Single] 2011 아시아송페스티벌 with UNICEF
- 2011년 10월 12일 샤이니 - Lucifer (Japanese Ver.)
- 2011년 10월 19일 소녀시대 - The Boys
- 2011년 10월 24일 슈퍼주니어 - Super Show 3 (The 3rd Asia Tour Concert Album)
- 2011년 10월 25일 추가열 - 쭈루쭈[18]
- 2011년 11월 10일 트랙스 - 창문
- 2011년 11월 30일 동방신기 - Winter Rose
- 2011년 12월 7일 보아 - Milestone
- 2011년 12월 7일 슈퍼주니어 - Mr.Simple (Japanese Ver.)
- 2011년 12월 7일 샤이니 - The First
- 2011년 12월 13일 SM TOWN - 2011 SM Town Winter(The Warmest Gift)
- 2011년 12월 13일 제이민 - Happy X-Mas
- 2011년 12월 16일 동해 & 은혁 - [Digital Single] 떴다,오빠 (Oppa,Oppa)
- 2011년 12월 20일 다나 & 선데이 - With Coffee Project Part.1(처음엔 아메리카노)
- 2011년 12월 21일 소녀시대 - The Boys Maxi Single
- 2011년 12월 22일 보아 - Milestone
- 2011년 12월 28일 소녀시대 - Re:packge Album The Boys
- 2012년 1월 3일 이특, Key - 샐러리맨 초한지 OST Part.2
- 2012년 1월 9일 고아라 - 파파 OST
- 2012년 1월 18일 슈퍼주니어-K.R.Y. - 윤일상 작곡가 21주년 기념 앨범 I`m 21 Part.2[19]
- 2012년 1월 19일 제시카 - 난폭한 로맨스 OST Part.2[20]
- 2012년 1월 30일 제이민 - 난폭한 로맨스 OST Part.4
- 2012년 1월 30일 EXO-K - `WHAT IS LOVE` EXO-K 프롤로그 싱글 1st
- 2012년 1월 30일 EXO-M - `WHAT IS LOVE` EXO-M 프롤로그 싱글 1st
- 2012년 2월 1일 샤이니 - SHINee World (The 1st Asia Tour Concert Album)
- 2012년 2월 11일 강타 - Magic[21]
- 2012년 2월 13일 서현 - [Digital Single] 윤건&서현 Collaboration Single - Don't Say No[22]
- 2012년 3월 9일 EXO-K - `HISTORY` EXO-K 프롤로그 싱글 2nd
- 2012년 3월 9일 EXO-M - `HISTORY` EXO-M 프롤로그 싱글 2nd
- 2012년 3월 14일 동방신기 - STILL
- 2012년 3월 16일 규현 - 무신 OST Part.1
- 2012년 3월 18일 보아 - One Dream (KPOP STAR Theme Song)
- 2012년 3월 19일 샤이니 - Sherlock
- 2012년 3월 28일 태연 - 더킹 투하츠 OST Part.1
- 2012년 3월 29일 성민 - 선녀가 필요해 OST Part.2
- 2012년 4월 4일 동해 & 은혁 - [Japan Digital Single] Oppa,Oppa
- 2012년 4월 9일 EXO-K - `MAMA` EXO-K The 1st Mini Album
- 2012년 4월 9일 EXO-M - `MAMA` EXO-M The 1st Mini Album
- 2012년 4월 10일 티파니 - 사랑비 OST Third Single
- 2012년 4월 13일 제이민 - 무신 OST Part.2
- 2012년 4월 16일 서현 - 패션왕 OST Part.3
- 2012년 4월 24일 SM TOWN - I AM. OST
- 2012년 4월 30일 소녀시대-태티서 - Twinkle
- 2012년 5월 4일 트랙스 - 무신 OST Part.3
- 2012년 5월 9일 슈퍼주니어 - Opera
- 2012년 5월 16일 샤이니 - [Japanese Digital Single] Sherlock
- 2012년 5월 31일 예성 - 아이두 아이두 OST Part.1
- 2012년 6월 10일 f(x) - Electric Shock
- 2012년 6월 27일 소녀시대 - PAPARAZZI
- 2012년 7월 1일 슈퍼주니어 - Sexy,Free & Single
- 2012년 7월 2일 제이민 - 선녀가 필요해 OST Part.6
- 2012년 7월 11일 동방신기 - Android
- 2012년 7월 22일 보아 - Only One
- 2012년 7월 22일 김민종 - 신사의 품격 OST Part.7
- 2012년 8월 5일 슈퍼주니어 - SPY
- 2012년 8월 20일 동해 - 판다양과 고슴도치 OST Part.1
- 2012년 8월 22일 슈퍼주니어 - [Digital Single] Sexy,Free & Single
- 2012년 9월 5일 태연 - 아름다운 그대에게 OST - 가까이
- 2012년 9월 7일 제시카 - 대왕의 꿈 OST Part.1
- 2012년 9월 11일 슈퍼주니어-K.R.Y. - 판다양과 고슴도치 OST Part.2
- 2012년 9월 24일 동방신기 - Catch Me
- 2012년 9월 26일 소녀시대 - [Japan Digital Single] Oh!
- 2012년 10월 8일 스테파니 - THE NEW BEGINNING
- 2012년 10월 10일 샤이니 - Dazzling Girl
- 2012년 10월 16일 보아, 제시카 (18일), Younique Unit (31일) - Younique Album Vol.1[23]
- 2012년 10월 25일 추가열 - Be Renewed
- 2012년 11월 14일 규현 - 대풍수 OST Part.3
- 2012년 11월 21일 소녀시대 - FLOWER POWER
- 2012년 11월 26일 동방신기 - Humanoids
- 2012년 11월 26일 예성 - 드라마의 제왕 OST Part.2
- 2012년 11월 28일 소녀시대 - Girls`Generation 2: Girls & Peace
- 2012년 12월 8일 루나 - 청담동 앨리스 OST Part.2
- 2012년 12월 11일 제이민 - 학교 2013 OST Part.2
- 2012년 12월 12일 샤이니 - 1000年, ずっとそばにいて...
- 2012년 12월 18일 최강창민 - 전우치 OST Part.2
- 2012년 12월 30일 S.M. The Performance - S.M. The Performance`Spectrum`
- 2013년 1월 1일 소녀시대 - I Got A Boy
- 2013년 1월 7일 슈퍼주니어-M - BREAK DOWN
- 2013년 1월 28일 보아 - 그런 너
- 2013년 1월 31일 슈퍼주니어-M - Break Down (Korean Ver.)
- 2013년 2월 7일 동방신기 - Catch Me -If You Wanna-
- 2013년 2월 7일 슈퍼주니어-K.R.Y. - Promise You
- 2013년 2월 13일 예성 - 그 겨울,바람이 분다 OST Part.1
- 2013년 2월 19일 샤이니 - SHINee The 3rd Album Chapter 1.`Dream Girl-The Misconceptions Of You`
- 2013년 2월 27일 보아 - [Japanese Digital Single] Only One
- 2013년 3월 6일 동방신기 - TIME
- 2013년 3월 9일 추가열 - 추가열 (Special Electro Remix)
- 2013년 3월 13일 태연 - 그 겨울,바람이 분다 OST Part.5
- 2013년 4월 11일 소녀시대 - 2011 Girls Generation Tour
- 2013년 4월 12일 종현 - 대왕의 꿈 OST Part.3
- 2013년 4월 17일 티파니 - 내 연애의 모든 것 OST Part.2
- 2013년 4월 26일 샤이니 - SHINee The 3rd Album Chapter 2.`Why So Serious?-The Misconceptions Of Me`
- 2013년 4월 29일 루나,규현 - Shine Your Way
- 2013년 5월 27일 보아 - 상어 OST-천국과 지옥 사이
- 2013년 5월 31일 규현 - 황성제 Project 슈퍼히어로 2nd Line Up
- 2013년 6월 3일 EXO - The 1st Album `XOXO (KISS＆HUG)`
- 2013년 6월 7일 헨리 - The 1st Mini Album `Trap`
- 2013년 6월 12일 동방신기 - OCEAN
- 2013년 6월 13일 써니 - 여왕의 교실 OST`두번째 서랍`
- 2013년 6월 19일 소녀시대 - LOVE&GIRLS
- 2013년 6월 26일 동해 & 은혁 - [Japan Digital Single] I WANNA DANCE
- 2013년 6월 26일 보아 - Tail Of Hope
- 2013년 6월 27일 슈퍼주니어 - Super Junior World Tour `Super Show 4`
- 2013년 6월 28일 샤이니 - 여왕의 교실 OST`초록비`
- 2013년 7월 2일 제시카 - 연애조작단:시라노 OST Part.4
- 2013년 7월 5일 샤이니 - Boys Meet U
- 2013년 7월 9일 태연 - 미스터고 OST`BYE`
- 2013년 7월 26일 려욱 - 여왕의 교실 OST `Maybe Tomorrow`
- 2013년 7월 29일 f(x) - Pink Tape
- 2013년 7월 31일 보아 - 2013 광주디자인비엔날레 로고송 `Action`
- 2013년 8월 1일 루나 - TalesWeaver Episode 3.Resonance OST (Part.2)
- 2013년 8월 5일 EXO - XOXO (KISS＆HUG) Repackage
- 2013년 8월 8일 샤이니 - The Misconceptions Of us
- 2013년 8월 14일 슈퍼주니어 - Hero
- 2013년 8월 23일 헨리 - The 1st Digital Single 1-4-3
- 2013년 9월 11일 샤이니 - Fire
- 2013년 9월 11일 샤이니 - [Japan Digital Single] Boys Meet U
- 2013년 9월 27일 소녀시대 - GALAXY SUPERNOVA
- 2013년 10월 4일 동방신기 - SCREAM
- 2013년 10월 14일 샤이니 - The 5th Mini Album `Everybody`
- 2013년 10월 22일 유리 - 노브레싱 OST Part.1
- 2013년 10월 23일 보아 - Message/Call my name
- 2013년 11월 14일 이동우 - LEE DONG WOO `SMILE` TURNING TO JAZZ
- 2013년 11월 27일 동방신기 - Very Merry Xmas
- 2013년 12월 9일 추가열 - 네 이웃의 아내 OST Part.4
- 2013년 12월 9일 EXO - 겨울 스페셜 앨범`12월의 기적 (Miracles In December)`
- 2013년 12월 11일 소녀시대 - LOVE & PEACE
- 2013년 12월 18일 동해 & 은혁 - 동해&은혁`아직도 난(Still You)`
- 2013년 12월 20일 고아라 - 응답하라 1994 OST Part.8
- 2013년 12월 27일 슈퍼주니어 - Blue World
- 2014년 1월 3일 온유 - 미스코리아 OST `Moonlight`
- 2014년 1월 6일 동방신기 - TVXQ!The 7th Album `TENSE`[24]
- 2014년 1월 7일 태민 - 총리와 나 OST`발걸음`
- 2014년 1월 15일 샤이니 - 3 2 1
- 2014년 1월 21일 제이민 - Cross The Border
- 2014년 2월 5일 동방신기 - Hide & Seek
- 2014년 2월 7일 동방신기 - Hide & Seekk / Something
- 2014년 2월 10일 S.M. THE BALLAD - S.M. THE BALLAD Vol.2`Breath`숨소리
- 2014년 2월 11일 S.M. THE BALLAD - S.M. THE BALLAD Vol.2`Breath`하루
- 2014년 2월 12일 S.M. THE BALLAD - S.M. THE BALLAD Vol.2`Breath`Set Me Free
- 2014년 2월 13일 S.M. THE BALLAD - S.M. THE BALLAD Vol.2`Breath`
- 2014년 2월 24일 소녀시대 - Mr.Mr.
- 2014년 2월 26일 동해 & 은혁 - Ride Me
- 2014년 3월 5일 동방신기 - TREE
- 2014년 3월 5일 보아 - [Japan Digital Single] Shout It Out
- 2014년 3월 7일 최강창민 - 미미 OST 최강창민 `슬픔 속에 그댈 지워야만 해`
- 2014년 3월 14일 웬디 - 미미 OST 웬디`슬픔 속에 그댈 지워야만 해`[25]
- 2014년 3월 31일 슈퍼주니어-M - SWING
- 2014년 4월 2일 샤이니 - The 2nd Concert Album `SHINee WORLD 2 In Seoul`
- 2014년 4월 21일 태연 - JTBC 아름다운 캠페인
- 2014년 5월 7일 EXO-K - 중독(overdose)
- 2014년 5월 7일 EXO-M - 上瘾(중독)(overdose)
- 2014년 5월 22일 동방신기 - The 4th World Tour `Catch Me` Live Album
- 2014년 5월 30일 태연 - 너희들은 포위됐다 OST Part.2
- 2014년 6월 11일 동방신기 - Sweat/Answer
- 2014년 6월 23일 제이민 - [Digital Single] 후
- 2014년 6월 25일 샤이니 - LUCKY STAR
- 2014년 7월 7일 f(x) - Red Light
- 2014년 7월 14일 헨리 - Fantastic
- 2014년 7월 21일 보아 - Masayume Chasing
- 2014년 7월 21일 제이민 - Shine
- 2014년 7월 23일 소녀시대 - The Best
- 2014년 7월 23일 첸 - 괜찮아 사랑이야 OST Part.1
- 2014년 8월 4일 레드벨벳 - [Digital Single] 행복 (Happiness)
- 2014년 8월 18일 태민 - The 1st Mini Album `ACE`
- 2014년 8월 26일 최강창민 - MBC 월화 특별 기획 `야경꾼일지`OST Part.3
- 2014년 8월 29일 슈퍼주니어 - MAMACITA
- 2014년 9월 3일 보아 - Who's Back?
- 2014년 9월 12일 히치하이커 - [Digital Single] 11 (ELEVEN)
- 2014년 9월 16일 소녀시대-태티서 - Holler
- 2014년 9월 22일 장리인 - Not Alone
- 2014년 9월 24일 샤이니 - I'm Your Boy
- 2014년 9월 25일 크리스탈 - 내겐 너무 사랑스러운 그녀 OST Part.2
- 2014년 9월 29일 비트버거 - Electric Dream
- 2014년 10월 8일 헨리 - [Japan Digital Single] Fantastic
- 2014년 10월 13일 레드벨벳 - [Digital Single] Be Natural
- 2014년 10월 15일 소녀시대 - The Best (New Edition)
- 2014년 10월 23일 슈퍼주니어 - This Is Love
- 2014년 10월 27일 S - Autumn Breeze
- 2014년 10월 30일 수영 - 내 생애 봄날 OST Part.8
- 2014년 10월 31일 조미 - Rewind
- 2014년 11월 1일 종현 - 미녀의 탄생 OST Part.1
- 2014년 11월 3일 디오 - 카트 OST
- 2014년 11월 5일 동방신기 - Time Works Wonders
- 2014년 11월 13일 규현 - 광화문에서
- 2014년 11월 20일 써니 - 황성제 Project 슈퍼히어로 3rd Line Up
- 2014년 11월 26일 규현 - At Gwanghwamun
- 2014년 12월 3일 보아 - Fly
- 2014년 12월 12일 샤이니 - The 3rd Concert Album `SHINee WORLD 3 In Seoul`
- 2014년 12월 17일 동방신기 - Tree
- 2014년 12월 17일 슈퍼주니어 - Mamacita
- 2014년 12월 19일 EXO - December 2014 (The Winter's Tale)
- 2014년 12월 22일 EXO - EXOLOGY Chapter 1:The Lost Planet
- 2015년 1월 7일 동방신기 - WITH
- 2015년 1월 9일 강인 - 고양이 장례식 OST
- 2015년 1월 12일 종현 - The 1st Mini Album BASE
- 2015년 1월 28일 루나 - 킬미힐미 OST Part.2
- 2015년 1월 30일 히치하이커 - [Digital Single] 11 (ELEVEN) (HITCHHIKER REMIX)
- 2015년 2월 16일 엠버 - Beautiful
- 2015년 2월 24일 티파니 - 블러드 OST Part.1
- 2015년 2월 25일 동방신기 - [Japan Digital Single] Sakuramichi (Cherry Blossom Road)
- 2015년 3월 6일 동해 & 은혁 - The Beat Goes On[26]
- 2015년 3월 10일 규현 - 호구의 사랑 OST Part.4
- 2015년 3월 11일 샤이니 - [Japan Digital Single] Your Number
- 2015년 3월 14일 헨리 - 칠전팔기 구해라 OST Part.10[27]
- 2015년 3월 18일 레드벨벳 - The 1st Mini Album `Ice Cream Cake`
- 2015년 3월 21일 헨리 - 칠전팔기 구해라 Part.11[28]
- 2015년 3월 23일 동해 & 은혁 - The Beat Goes On` Special Edition
- 2015년 3월 30일 EXO - The 2nd Album `EXODUS`
- 2015년 4월 1일 동해 & 은혁 - Present
- 2015년 4월 10일 소녀시대 - [Digital Single] Catch Me If You Can
- 2015년 4월 16일 M&D - 家內手工業
- 2015년 4월 21일 써니 - [Digital Single] 옥탑방 프로젝트 The 1st Album `심쿵주의보`
- 2015년 4월 22일 백현 - 우리 옆집에 EXO가 산다 OST
- 2015년 4월 22일 소녀시대 - [Japan Digital Single] Catch Me If You Can
- 2015년 5월 6일 보아 - [Digital Single] Who Are You[29]
- 2015년 5월 10일 루나 - [Digital Single] 미소를 띄우며 나를 보낸 그 모습처럼 (Don`t Cry For Me)
- 2015년 5월 12일 보아 - Kiss My Lips
- 2015년 5월 18일 샤이니 - Odd
- 2015년 6월 1일 종현, 태민 - 후아유-학교 2015 OST Part.6
- 2015년 6월 3일 EXO - Love Me Right
- 2015년 6월 8일 웬디 - 후아유 - 학교 2015 OST Part.7[30]
- 2015년 6월 27일 규현 - 너를 사랑한 시간 OST Part.1
- 2015년 7월 7일 소녀시대 - [Digital Single] Party[31]
- 2015년 7월 8일 유노윤호 - U Know Y
- 2015년 7월 16일 슈퍼주니어 - Devil[32]
- 2015년 7월 20일 동방신기 - RISE AS GOD
- 2015년 7월 22일 f(x) - Pinnochio/Hot Summer (Summer Special)
- 2015년 8월 3일 샤이니 - Married To The Music
- 2015년 8월 3일 예성 - 화정 OST - Part.3
- 2015년 8월 12일 스테파니 - [Digital Single] Prisoner
- 2015년 8월 18일 소녀시대 - Lion Heart
- 2015년 9월 9일 레드벨벳 - The Red
- 2015년 9월 16일 슈퍼주니어 - Magic
- 2015년 9월 17일 종현 - 이야기 Op.1
- 2015년 9월 24일 스테파니 - [Digital Single] Blackout
- 2015년 9월 30일 동해 & 은혁 - [Japan Digital Single] Let's Get It On
- 2015년 10월 7일 태연 - I
- 2015년 10월 13일 스테파니 - Top Secret
- 2015년 10월 14일 종현 - [Digital Single] 월간 라이브커넥션 Track 1
- 2015년 10월 15일 규현 - 다시,가을이 오면[33]
- 2015년 10월 16일 웬디 - 아나요 (Let You Know) - 디데이 OST Part.1
- 2015년 10월 22일 시원 - 그녀는 예뻤다 OST Part.5
- 2015년 10월 22일 종현 - [Digital Single] 월간 라이브커넥션 Track 2[34]
- 2015년 10월 27일 f(x) - 4 Walls
- 2015년 10월 28일 샤이니 - [Japan Digital Single] Sing Your Song
- 2015년 10월 29일 종현 - [Digital Single] 월간 라이브커넥선 Track 3[35]
- 2015년 10월 30일 시우민 - You Are The One - 도전에 반하다 OST Part.1
- 2015년 11월 3일 규현 - [Digital Single] 멀어지던 날
- 2015년 11월 4일 EXO - [Japan Digital Single] Love Me Right
- 2015년 11월 6일 슈퍼주니어 - SUPER SHOW 6 - SUPER JUNIOR The 6th WORLD TOUR
- 2015년 11월 8일 예성 - 송곳 OST,너무 그립다
- 2015년 11월 10일 동해 & 은혁 - [Japan Digital Single] Let`s Get It On
- 2015년 11월 11일 EXO - [Digital Single] LIGHTSABER
- 2015년 11월 13일 강인 - 추억인 듯 상처인 듯 (Memories) -  디데이 OST Part.3
- 2015년 11월 17일 소녀시대 - SBS MTV 매시업 K-Pop Remix 제1탄[36]
- 2015년 11월 17일 종현 - 오 마이 비너스 OST Part.1
- 2015년 11월 18일 종현 - [Digital Single] 투유 프로젝트 - 슈가맨 Part.5[37]
- 2015년 11월 25일 루나, 엠버 - [Digital Single] 투유 프로젝트 - 슈가맨 Part.6[38]
- 2015년 12월 3일 루나 - 장사의 신 - 객주 2015 OST Part.11
- 2015년 12월 4일 소녀시대-태티서 - Dear Santa
- 2015년 12월 10일 EXO - Sing For You
- 2015년 12월 15일 f(x) - [Digital Single] 12시 25분 (Wish List) - WINTER GARDEN
- 2015년 12월 16일 보아 - [Japan Digital Single] Lookbook
- 2015년 12월 18일 레드벨벳 - [Digital Single] 세가지 소원 (Wish Tree) - WINTER GARDEN
- 2015년 12월 18일 EXO - [Japan Digital Single] LIGHTSABER
- 2015년 12월 22일 보아 - [Digital Single] Christmas Paradise - WINTER GARDEN
- 2016년 1월 1일 샤이니 - DxDxD
- 2016년 1월 7일 백현 - [Digital Single] Dream[39]
- 2016년 1월 13일 아이린, 슬기, 웬디, 예리 - [Digital Single] 투유 프로젝트 - 슈가맨 Part.13[40]
- 2016년 1월 27일 태일 - 장사의 신 - 객주 2015 OST Part.2
- 2016년 1월 28일 려욱 - The 1st Mini Album `어린왕자 (The Little Prince)`
- 2016년 2월 3일 태연 - [Digital Single] Rain
- 2016년 2월 13일 규현 - 한번 더 해피엔딩 OST Part.5
- 2016년 2월 19일 유영진, 디오 - [Digital Single] Tell Me (What Is Love)
- 2016년 2월 23일 태민 - Press It
- 2016년 2월 25일 첸 - 태양의 후예 OST Part.2[41]
- 2016년 3월 4일 웬디 - [Digital Single] 봄인가 봐 (Spring Love)[42]
- 2016년 3월 9일 규현 - [Digital Single] 투유 프로젝트 - 슈가맨 Part.21
- 2016년 3월 11일 윤아 - [Digital Single] 덕수궁 돌담길의 봄
- 2016년 3월 17일 레드벨벳 - The Velvet
- 2016년 3월 18일 종현 - [Digital Single] 한마디 (Your Voice)[43]
- 2016년 3월 25일 엠버 - [Digital Single] Borders
- 2016년 4월 8일 첸 - [Digital Single] 썸타 (Lil` Something)[44]
- 2016년 4월 9일 NCT U - [Digital Single] 일곱 번째 감각 (The 7th Sense)
- 2016년 4월 10일 NCT U - [Digital Single] Without You
- 2016년 4월 12일 태연, 규현 - [Digital Single] 밴드 고맙삼다
- 2016년 4월 15일 M&D - [Digital Single] Narcissus[45]
- 2016년 4월 16일 조이 - [Digital Single] 어린애[46]
- 2016년 4월 19일 예성 - Here I Am
- 2016년 4월 20일 샤이니 - SHINee WORLD IV - The 4th Concert Album
- 2016년 4월 29일 인레이어 - [Digital Single] MINDJACK
- 2016년 5월 2일 레드벨벳 - 애니메이션 텔레몬스터 OST
- 2016년 5월 4일 키 - 매직 어드벤쳐 OST
- 2016년 5월 6일 스테파니 - [Digital Single] Tomorrow
- 2016년 5월 6일 엠버, 루나 - [Digital Single] Wave[47]
- 2016년 5월 8일 EXO - [Digital Single] 판타스틱 듀오 Part.3[48]
- 2016년 5월 11일 티파니 - I Just Wanna Dance
- 2016년 5월 13일 백현 - [Digital Single] The Day[49]
- 2016년 5월 18일 엠버 - [Digital Single] On My Own
- 2016년 5월 20일 다나 - [Digital Single] Touch You
- 2016년 5월 23일 티파니 - [Digital Single] I Just Wanna Dance (Kago Pengchi Remix)
- 2016년 5월 24일 종현 - 좋아
- 2016년 5월 25일 엠버 - [Digital Single] Need To Feel Needed
- 2016년 5월 25일 첸, 찬열 - [Digital Single] 투유 프로젝트 - 슈가맨 Part.32
- 2016년 5월 27일 레이 - [Digital Single] Mono Drama
- 2016년 5월 31일 루나 - Free Somebody
- 2016년 6월 9일 EXO - EX'ACT
- 2016년 6월 10일 티파니 - [Digital Single] Heart Break Hotel
- 2016년 6월 17일 보아 - [Digital Single] No Matter What[50]
- 2016년 6월 19일 김민종 - [Digital Single] 판타스틱 듀오 Part.9[51]
- 2016년 6월 24일 이동우 - [Digital Single] Definition Of Love[52]
- 2016년 6월 28일 태연 - Why
- 2016년 7월 1일 이특, 수호 - [Digital Single] 나의 영웅[53]
- 2016년 7월 8일 제이민 - [Digital Single] 집 앞에서 (Way Back Home)
- 2016년 7월 10일 NCT 127 - NCT ＃127
- 2016년 7월 11일 키, 도영 - 38사기동대 OST Part.2
- 2016년 7월 12일 M&D - 종합선물세트
- 2016년 7월 19일 조미 - What's Your Number?
- 2016년 7월 22일 f(x) - [Digital Single] All Mine
- 2016년 7월 22일 웬디, 슬기 - 함부로 애틋하게 OST Part.7
- 2016년 7월 29일 NCT 127 - [Digital Single] Taste The Feeling
- 2016년 8월 3일 태민- Good Bye
- 2016년 8월 5일 소녀시대 - [Digital Single] 그 여름 (0805)
- 2016년 8월 9일 제이민 - [Digital Single] Ready For Your Love
- 2016년 8월 10일 비트버거 - Vagabond
- 2016년 8월 12일 온유 - [Digital Single] 밤과 별의 노래 (Starry Night)[54]
- 2016년 8월 18일 EXO - Lotto
- 2016년 8월 19일 유리, 서현 - [Digital Single] Secret
- 2016년 8월 25일 첸, 백현, 시우민 - 달의 연인 - 보보경심 려 OST Part.1
- 2016년 8월 26일 효연 - [Digital Single] Born To Be Wild[55]
- 2016년 8월 26일 예성 - [Digital Single] 이세준 20주년 기념앨범[56]
- 2016년 8월 27일 NCT DREAM - [Digital Single] Chewing Gum
- 2016년 9월 2일 히치하이커 - [Digital Single] $10
- 2016년 9월 7일 레드벨벳 - Russian Roulette
- 2016년 9월 9일 엠버 - [Japan Digital Single] BREATHE AGAIN[57]
- 2016년 9월 13일 태연 - 달의 연인 - 보보경심 려 OST Part.5
- 2016년 9월 17일 EXO - [Digital Single] Dancing King[58]
- 2016년 9월 23일 려욱 - [Digital Single] Cosmic[59]
- 2016년 10월 2일 엠버, 루나 - [Digital Single] Heartbeat
- 2016년 10월 5일 샤이니 - 1 of 1
- 2016년 10월 7일 첸 - [Digital Single] Years[60]
- 2016년 10월 14일 헨리 - [Digital Single] 우리 둘[61]
- 2016년 10월 15일 윤아 - 더케이투 OST Part.3
- 2016년 10월 19일 동방신기 - Two Of Us
- 2016년 10월 21일 비트버거 - [Digital Single] Music Is Wonderful
- 2016년 10월 26일 헨리 - 우리집에 사는 남자 OST Track 2
- 2016년 10월 28일 쟈니, 인레이어 - [Digital Single] Nightmare[62]
- 2016년 10월 28일 레이 - Lose Control
- 2016년 10월 31일 EXO-CBX - Hey Mama
- 2016년 11월 1일 태연 - [Digital Single] 11:11
- 2016년 11월 3일 강타 - `Home` Chapter 1
- 2016년 11월 4일 조이 - [Digital Single] 이별을 배웠어[63]
- 2016년 11월 10일 규현 - 너를 기다린다
- 2016년 11월 11일 선데이 - [Digital Single] 보여 (Still)[64]
- 2016년 11월 15일 샤이니 - 1 And 1
- 2016년 11월 17일 강타 - 노래의 탄생 TRACK 7[65]
- 2016년 11월 20일 희철 - [Digital Single] 나비잠[66]
- 2016년 11월 28일 S.E.S - [Digital Single] Love[story]
- 2016년 12월 2일 효연 - [Digital Single] Mystery
- 2016년 12월 3일 찬열 - 도깨비 OST Part.1[67]
- 2016년 12월 8일 EXO-CBX - [Digital Single] Crush U (N-POP with yoonsang)
- 2016년 12월 9일 종현 - [Digital Single] Inspiration
- 2016년 12월 16일 루나 - [Digital Single] 그대라서[68]
- 2016년 12월 18일 조이,도영 - 인기가요 뮤직크러쉬 Part.4
- 2016년 12월 19일 EXO - For Life
- 2016년 12월 23일 웬디 - [Digital Single] Have Yourself A Merry Little Christmas[69]
- 2016년 12월 30일 SM TOWN - [Digital Single] 너의 목소리 (Sound Of Your Heart)[70]
- 2017년 1월 2일 S.E.S - REMEMBER[71]
- 2017년 1월 3일 웬디,슬기 - 화랑 OST Part.4
- 2017년 1월 4일 EXO - [Japan Digital Single] Coming Over
- 2017년 1월 6일 NCT 127 - LIMITLESS
- 2017년 1월 7일 트랙스 - [Digital Single] 길 (Road)
- 2017년 1월 12일 루나 - [Digital Single] 도니의 히트제조기[72]
- 2017년 1월 17일 서현 - Don't Say No[73]
- 2017년 1월 17일 추가열 - Enjoy Your Life
- 2017년 1월 19일 루나 - [Digital Single] Honey Bee[74]
- 2017년 1월 22일 예성,슬기 - [Digital Single] Darling U
- 2017년 1월 24일 첸 - [Digital Single] Nosedive[75]
- 2017년 2월 1일 레드벨벳 - Rookie
- 2017년 2월 3일 수호 - [Digital Single] 커튼[76]
- 2017년 2월 9일 NCT DREAM - [Digital Single] The First
- 2017년 2월 10일 수호 - 우주의 별이 OST[77]
- 2017년 2월 14일 백현 - [Digital Single] 비가와[61]
- 2017년 2월 15일 크리스탈 - [Digital Single] I Don't Wanna Love You[78]
- 2017년 2월 16일 첸 - 미씽나인 OST Part.2
- 2017년 2월 21일 슬기 - [Digital Single] Fall In Girl Vol.3[79]
- 2017년 2월 22일 샤이니 - FIVE
- 2017년 2월 23일 찬열 - [Digital Single] Let Me Love You[80]
- 2017년 2월 24일 규현 - 너를 기다린다
- 2017년 2월 24일 예성 - [Digital Single] 너만 없다[81]
- 2017년 2월 28일 태연 - My Voice[82]
- 2017년 3월 15일 NCT DREAM - [Digitial Single] Trigger The Fever - The Official Song Of The FIFA U-20 World Cup Korea Republic 2017
- 2017년 3월 18일 헨리 - [Digital Single] 그리워요 (Girlfriend)
- 2017년 3월 20일 제이민 - [Digital Single] Alive
- 2017년 3월 20일 조이 - 그녀는 거짓말을 너무 사랑해 OST Part.1
- 2017년 3월 27일 조이 - 그녀는 거짓말을 너무 사랑해 OST Part.2
- 2017년 3월 31일 레드벨벳 - [Digital Single] Would U
- 2017년 4월 1일 마크 - [Digital Single] 고등래퍼 FINAL[83]
- 2017년 4월 5일 태연 - My Voice (Deluxe Edition)
- 2017년 4월 6일 SM TOWN - SM Station Season 1
- 2017년 4월 7일 텐 - [Digital Single] Dream In A Dream
- 2017년 4월 11일 예성 - [Digital Single] Winter Sleep
- 2017년 4월 11일 조이 - 그녀는 거짓말을 너무 사랑해 OST Part.4
- 2017년 4월 14일 백현 - [Digital Single] 바래다줄게
- 2017년 4월 17일 조이 - 그녀는 거짓말을 너무 사랑해 OST Part.5
- 2017년 4월 18일 예성 - 봄날의 소나기
- 2017년 4월 24일 종현 - 이야기 Op.2
- 2017년 4월 28일 보아 - [Digital Single] 봄비 (Spring Rain)
- 2017년 4월 29일 헨리 - [Digital Single] 사랑 좀 하고 싶어
- 2017년 5월 1일 조이 - 그녀는 거짓말을 너무 사랑해 OST Part.8
- 2017년 5월 4일 온유 - [Digital Single] 수면제 (Lullaby)[84]
- 2017년 5월 8일 조이 - 그녀는 거짓말을 너무 사랑해 OST Part.9
- 2017년 5월 10일 헨리 - [Digital Single] 사랑 좀 하고 싶어 (Acoustic Ver.)
- 2017년 5월 12일 태용,히치하이커 - [Digital Single] Around
- 2017년 5월 24일 규현 - [Digital Single] 다시 만나는 날
- 2017년 5월 26일 김정모 - [Digital Single] Nostalgia[85]
- 2017년 6월 1일 효연 - [Digital Single] Wannabe[86]
- 2017년 6월 2일 신동 - [Digital Single] Marry Man[87]
- 2017년 6월 13일 EXO-CBX - GIRLS
- 2017년 6월 14일 슬기 - 아이돌 드라마 공작단 OST Part.2'[88]
- 2017년 6월 14일 NCT 127 - NCT #127 CHERRY BOMB
- 2017년 6월 23일 보아 - 최고의 한방 OST Part.4[89]
- 2017년 6월 23일 헨리 - [Digital Single] 끌리는 대로 (I'm Good)
- 2017년 6월 26일 보아 - [Digital Single] CAMO
- 2017년 6월 30일 규현 - 최고의 한방 OST Part.6
- 2017년 6월 30일 IMLAY - [Digital Single] 데칼코마니[90]
- 2017년 7월 3일 강타 - The Memory Of Ragnarok OST
- 2017년 7월 7일 시우민,마크 - [Digital Single] Young&Free
- 2017년 7월 9일 레드벨벳 - The Red Summer
- 2017년 7월 15일 루나 - 도둑놈 도둑님 OST Part.2
- 2017년 7월 18일 태민 - Flame Of Love
- 2017년 7월 18일 EXO - THE WAR
- 2017년 7월 21일 마크 - [Digital Single] Lemonade Love[91]
- 2017년 7월 29일 EXO-CBX - [Digital Single] It's Running Time!
- 2017년 8월 4일 소녀시대 - Holiday Night[92]
- 2017년 8월 5일 유영진,태용 - [Digital Single] 함께 (Cure)
- 2017년 8월 7일 태일,태용,도영 - 학교 2017 OST Part.4
- 2017년 8월 10일 루나 - 뮤지컬 레베카 2017[93]
- 2017년 8월 15일 루나 - 왕을 사랑한다 OST Part.5
- 2017년 8월 17일 NCT DREAM - We Young
- 2017년 8월 18일 레드벨벳 - [Digital Single] 환생
- 2017년 8월 21일 IMLAY - SHURAI
- 2017년 8월 30일 헨리 - [Digital Single] That One
- 2017년 9월 5일 EXO - THE WAR:The Power of Music
- 2017년 9월 8일 윤아 - [Digital Single] 바람이 불면[94]
- 2017년 9월 15일 써니,헨리 - [Digital Single] 쟤 보지 마 (U&I)
- 2017년 9월 22일 IMLAY - [Digital Single] Daylight & Cerulean High
- 2017년 9월 24일 강타 - [Digital Single] 판타스틱 듀오 2 Part.15[95]
- 2017년 9월 25일 유노윤호 - [Digital Single] Drop
- 2017년 9월 28일 최강창민 - [Digital Single] 여정 (In A Different Life)
- 2017년 9월 30일 슬기 - 피버뮤직 2017[96]
- 2017년 10월 4일 헨리 - 당신이 잠든 사이에 OST Part.2
- 2017년 10월 7일 레이 - Lay 02 Sheep
- 2017년 10월 13일 도영 - [Digital Single] 별빛이 피면[97]
- 2017년 10월 16일 태민 - Move
- 2017년 10월 20일 EXO - [Digital Single] Power (Remixes)
- 2017년 10월 25일 EXO - EXO PLANET #3 -The EXO`rDIUM(dot)- Live Album
- 2017년 10월 27일 강타,웬디,슬기 - [Digital Single] 인형 (Doll)
- 2017년 11월 3일 첸 - [Digital Single] Bye Babe[98]
- 2017년 11월 6일 슈퍼주니어 - PLAY
- 2017년 11월 10일 태민 - [Digital Single] Thirsty (OFF-SICK Concert Ver.)
- 2017년 11월 13일 은혁 - [Digital Single] Fly Day[99]
- 2017년 11월 17일 레드벨벳 - Perfect Velvet
- 2017년 11월 24일 재현 - [Digital Single] Try Again[100]
- 2017년 11월 28일 슈퍼주니어 - PLAY’ PAUSE Ver.
- 2017년 12월 1일 웬디 - [Digital Single] 성냥팔이 소녀[101]
- 2017년 12월 8일 희철,신동,은혁 - [Digital Single] 짬에서 나오는 바이브[102]
- 2017년 12월 10일 태민 - MOVE-ing
- 2017년 12월 12일 태연 - This Christmas - Winter Is Coming
- 2017년 12월 15일 NCT DREAM - [Digital Single] JOY
- 2017년 12월 26일 EXO - Universe
- 2017년 12월 27일 동해 - [Digital Single] Perfect (Cadillac X DONGHAE)
- 2017년 12월 29일 SMTOWN - [Digital Single] Dear My Family
- 2018년 1월 5일 엠버, 루나 - [Digital Single] Lower
- 2018년 1월 12일 NCT U - [Digital Single] 텐데... (Timeless)
- 2018년 1월 16일 보아 - [Digital Single] Man In The Mirror (LIVE)[103]
- 2018년 1월 23일 종현 - Poet | Artist[104]
- 2018년 1월 24일 EXO - [Japan Album] Countdown
- 2018년 1월 26일 유리 [Digital Single] Always Find You[105]
- 2018년 1월 29일 레드벨벳 - [Digital Single] 투유 프로젝트 - 슈가맨2 Part.3[106]
- 2018년 1월 29일 레드벨벳 - The Perfect Red Velvet
- 2018년 1월 30일 NCT U - 라디오로맨스 OST Part.1
- 2018년 1월 31일 보아 - [Digital Single] 내가 돌아
- 2018년 2월 2일 헨리 - [Digital Single] Monster
- 2018년 2월 9일 루나 - [Digital Single] Free Somebody (with everysing)[107]
- 2018년 2월 17일 희철 - [Digital Single] 후유증[66]
- 2018년 2월 20일 루나 - 키스 먼저 할까요? OST Part.1[108]
- 2018년 2월 20일 보아 - ONE SHOT, TWO SHOT
- 2018년 2월 23일 트랙스 - [Digital Single] Notorious[109]
- 2018년 2월 26일 써니,헨리 - [Digital Single] 투유 프로젝트 - 슈가맨2 Part.6[110]
- 2018년 3월 2일 성민 - [Digital Single] Day Dream
- 2018년 3월 9일 수호 - [Digital Single] Listen 020 실례해도 될까요[111]
- 2018년 3월 10일 수호 - [Digital Single] Dinner[112]
- 2018년 3월 14일 NCT - NCT 2018 EMPATHY
- 2018년 3월 23일 슈퍼주니어 - [Digital Single] Super Duper
- 2018년 3월 24일 EXO-CBX - 라이브 OST Part.1
- 2018년 3월 27일 조이 - 위대한 유혹자 OST Part.2
- 2018년 3월 28일 동방신기 - New Chapter #1 : The Chance of Love
- 2018년 3월 30일 유리 - [Digital Single] Always Find You (Remixes)[113]
- 2018년 3월 30일 긴조 - Digital Single You (Feat. ANGEL)
- 2018년 4월 2일 예성 - 키스 먼저 할까요 OST Part.5
- 2018년 4월 6일 텐 - [Digital Single] New Heroes
- 2018년 4월 10일 EXO-CBX - Blooming Days
- 2018년 4월 12일 슈퍼주니어 - REPLAY
- 2018년 4월 18일 효연 - [Digital Single] Sober
- 2018년 4월 22일 EXO-CBX - [Digital Single] KONA Electric X EXO-CBX(첸백시), 아름다운 강산 프로젝트
- 2018년 4월 24일 루나 - [Digital Single] 그런 밤
- 2018년 5월 9일 EXO-CBX - MAGIC
- 2018년 5월 13일 윤아 - [Digital Single] 너에게 (To You)[114]
- 2018년 5월 16일 NCT 127 - Chain
- 2018년 5월 28일 샤이니 - The Story of Light EP.1[115]
- 2018년 6월 4일 NCT U - [Digital Single] Baby Don't Stop (Special Thai Ver.)
- 2018년 6월 9일 도영 - 리치맨 OST Part.5
- 2018년 6월 11일 샤이니 - The Story of Light EP.2[115]
- 2018년 6월 18일 태연 - Something New
- 2018년 6월 25일 샤이니 - The Story of Light EP.3[115]
- 2018년 7월 2일 웬디 - [Digital Single] 그해 여름[116]
- 2018년 7월 4일 레드벨벳 - Cookie Jar
- 2018년 7월 25일 동방신기 - [Digital Single] Road
- 2018년 8월 6일 레드벨벳 - Summer Magic
- 2018년 8월 8일 슈퍼주니어 D&E - Style
- 2018년 8월 10일 태연 - [Digital Single] Page 0[117]
- 2018년 8월 16일 슈퍼주니어 D&E - Bout You
- 2018년 8월 29일 히치하이커 - [Digital Single] Time
- 2018년 8월 31일 백현 - [Digital Single] Young[118]
- 2018년 9월 3일 NCT DREAM - WE GO UP
- 2018년 9월 5일 소녀시대-Oh!GG - [Digital Single] 몰랐니
- 2018년 9월 10일 샤이니 - ‘The Story of Light’ Epilogue
- 2018년 9월 14일 찬열,세훈 - [Digital Single] We Young[119]
- 2018년 9월 19일 동방신기 - TOMORROW
- 2018년 9월 21일 엠버 - [Digital Single] White Noise + Lost At Sea
- 2018년 9월 21일 예성 - [Digital Single] Song One (내 인생의 노래) - 예성 (슈퍼주니어) 편
- 2018년 9월 27일 슈퍼주니어 - [Digital Single] Animals[120]
- 2018년 9월 28일 슬기 - [Digital Single] Wow Thing[121]
- 2018년 10월 4일 유리 - The First Scene
- 2018년 10월 4일 NCT 127 - [Japan Digital Single] Touch
- 2018년 10월 5일 레이 - [Digital Single] Give Me A Chance[120]
- 2018년 10월 8일 슈퍼주니어 - One More Time
- 2018년 10월 12일 NCT 127 - NCT #127 Regular-Irregular
- 2018년 10월 16일 첸 - 백일의 낭군님 OST Part.3
- 2018년 10월 18일 조이,마크 - 오늘의 탐정 OST Part.6
- 2018년 10월 19일 레이 - NAMANANA
- 2018년 10월 19일 웬디 - [Digital Single] Written In The Stars[122]
- 2018년 10월 22일 NCT 127 - [Digital Single] Up Next Session : NCT 127
- 2018년 10월 24일 보아 - WOMAN
- 2018년 10월 28일 루나 - 플레이어 OST Part.4
- 2018년 11월 2일 EXO - DON'T MESS UP MY TEMPO
- 2018년 11월 6일 Key - [Digital Single] Forever Yours
- 2018년 11월 6일 웬디 - 뷰티 인사이드 OST Part.6
- 2018년 11월 13일 효연 - [Digital Single] Punk Right Now
- 2018년 11월 21일 동방신기 - [Japan Digital Single] Jealous
- 2018년 11월 23일 NCT 127 - NCT #127 Regulate
- 2018년 11월 26일 Key - FACE
- 2018년 11월 28일 려욱 - [Digital Single] 우리의 거리
- 2018년 11월 28일 태민 - [Japan] TAEMIN
- 2018년 11월 28일 슈퍼주니어 - [Japan Digital Single] One More Time
- 2018년 11월 29일 루카스 - [Digital Single] Coffee Break[123]
- 2018년 11월 30일 엠버 - [Digital Single] Countdown
- 2018년 11월 30일 레드벨벳 - RBB
- 2018년 12월 5일 온유 - VOICE
- 2018년 12월 12일 트랙스 - [Digital Single] ESCAPE
- 2018년 12월 13일 EXO - LOVE SHOT
- 2018년 12월 13일 예리, NCT DREAM - [Digital Single] 트롤[124]
- 2018년 12월 17일 예성 - [Digital Single] Whatcha Doin[125]
- 2018년 12월 19일 조미 - [Digital Single] 寂寞煙火 (The Lonely Flame)
- 2018년 12월 24일 레이 - [Digital Single] When It’s Christmas
- 2018년 12월 26일 Key - [Japan] Hologram
- 2018년 12월 26일 동방신기 - New Chapter #2: The Truth of Love
- 2018년 12월 27일 NCT DREAM - [Digital Single] 사랑한단 뜻이야[126]
- 2019년 1월 2일 려욱 - 너에게 취해
- 2019년 1월 4일 루나 - [Digital Single] 운다고
- 2019년 1월 10일 예성 - [Digital Single] Carpet[127]
- 2019년 1월 17일 WayV - [Digital Single] The Vision
- 2019년 1월 30일 EXO - EXO PLANET #4 - The EℓyXiOn [dot] -
- 2019년 2월 7일 첸 - 진심이 닿다 OST Part.1
- 2019년 2월 11일 태민 - WANT
- 2019년 2월 12일 슬기 - 왕이 된 남자 OST Part.5
- 2019년 2월 14일 Key - [Digital Single] Cold[128]
- 2019년 2월 20일 예성 - [Japan] 스토리
- 2019년 2월 22일 웬디 - 진심이 닿다 OST Part.3
- 2019년 2월 23일 DJ HYO - [Digital Single] Punk Right Now[129]
- 2019년 2월 25일 자이언트핑크 - [Digital Single] Mirror Mirror
- 2019년 2월 28일 SUV - [Digital Single] 치어맨[130]
- 2019년 3월 4일 Key - I Wanna be
- 2019년 3월 6일 도영 - [Digital Single] 헤어지지 말아요, 우리[84]
- 2019년 3월 14일 예리 - [Digital Single] 스물에게[131]
- 2019년 3월 24일 태연 - [Digital Single] 사계
- 2019년 3월 28일 민호 - [Digital Single] I’m Home (그래)[132]
- 2019년 3월 30일 솔희 - [Digital Single] 보라색 (Purple)
- 2019년 4월 1일 첸 - 사월, 그리고 꽃
- 2019년 4월 3일 보아 - [Japan Digital Single] スキだよ -MY LOVE-／AMOR
- 2019년 4월 4일 보아 - [Digital Single] スキだよ -MY LOVE-／AMOR
- 2019년 4월 5일 레드벨벳 - Close To Me (Red Velvet Remix)[133]
- 2019년 4월 12일 EXO-CBX - [Digital Single] Paper Cuts
- 2019년 4월 14일 슈퍼주니어 D&E - Danger
- 2019년 4월 17일 NCT 127 - [Japan] Awaken
- 2019년 4월 21일 브레이 - [Digital Single] TTM
- 2019년 4월 24일 레드벨벳 - [Japan Digital Single] Power Up
- 2019년 4월 24일 희철 - [Digital Single] 옛날 사람
- 2019년 4월 25일 찬열 - [Digital Single] 봄 여름 가을 겨울[134]
- 2019년 4월 26일 케이준 - [Digital Single] YOGA
- 2019년 5월 9일 WayV - Take Off
- 2019년 5월 9일 시우민 - [Digital Single] 이유[135]
- 2019년 5월 20일 규현 - [Digital Single] 너를 만나러 간다
- 2019년 5월 21일 태연 - [Digital Single] 2019 월간 윤종신 5월호 `별책부록`
- 2019년 5월 23일 히치하이커 - [Digital Single] NADA
- 2019년 5월 24일 NCT 127 - NCT #127 WE ARE SUPERHUMAN
- 2019년 5월 27일 비트버거 - [Digital Single] Ribborn To Re:born
- 2019년 5월 29일 레드벨벳 - [Japan] SAPPY
- 2019년 5월 29일 자이언트 핑크 - [Digital Single] Tuesday
- 2019년 5월 30일 윤아 - A Walk to Remember
- 2019년 6월 4일 보아 - [Digital Single] Feedback
- 2019년 6월 6일 NCT DREAM - [Digital Single] Don't Need Your Love[136][137]
- 2019년 6월 12일 유노윤호 - True Colors
- 2019년 6월 14일 첸 - 보좌관 - 세상을 움직이는 사람들 OST Part.1[138]
- 2019년 6월 14일 레이 - [Digital Single] Honey
- 2019년 6월 18일 예성 - Pink Magic
- 2019년 6월 19일 레드벨벳 - The ReVe Festival Day 1
- 2019년 6월 21일 이동우,송광식 - [Digital Single] 완전한 사랑
- 2019년 6월 29일 설리 - [Digital Single] 고블린
- 2019년 7월 1일 디오 - [Digital Single] 괜찮아도 괜찮아[139]
- 2019년 7월 2일 솔희 - [Digital Single] 안읽씹
- 2019년 7월 10일 백현 - City Lights
- 2019년 7월 13일 규현 - [Digital Single] 강식당 3[140]
- 2019년 7월 15일 NCT DREAM - [Digital Single] Fireflies[141]
- 2019년 7월 17일 EXO-CBX - 연애플레이리스트4 Part.1
- 2019년 7월 18일 태용 - [Digital Single] Long Flight[142]
- 2019년 7월 19일 NCT 127 - [Digital Single] Highway to Heaven
- 2019년 7월 20일 효연 - [Digital  Single] Badster
- 2019년 7월 21일 태연 - 호텔 델루나 OST Part.3
- 2019년 7월 22일 EXO-SC - What a life
- 2019년 7월 26일 NCT DREAM - WE BOOM
- 2019년 8월 2일 레이든 - [Digital Single] The Only[143]
- 2019년 8월 5일 케이준 - [Digital Single] Friday
- 2019년 8월 6일 자이언트 핑크 - [Digital Single] Forever Young
- 2019년 8월 9일 NCT U - 일진에게 찍혔을 때 OST Part.1
- 2019년 8월 10일 레드벨벳 - 호텔 델루나 OST Part.8
- 2019년 8월 20일 레드벨벳 - The ReVe Festival Day 2
- 2019년 8월 24일 태용 - 호텔 델루나 OST Part.13[144]
- 2019년 8월 28일 태민 - [Japan] Famous
- 2019년 9월 19일 Club Mickey Mouse (Malaysia) - [Digital Single] Always Be
- 2019년 9월 21일 브레이 - [Digital Single] 주말의 영화
- 2019년 10월 1일 첸 - 사랑하는 그대에게
- 2019년 10월 1일 NCT U - 조선로코 - 녹두전 OST Part.1
- 2019년 10월 4일 SuperM - Super M
- 2019년 10월 14일 슈퍼주니어 - Time_Slip
- 2019년 10월 24일 NCT 127 - NEO CITY : SEOUL – The Origin
- 2019년 10월 28일 태연 - Purpose
- 2019년 10월 29일 예성 - 조선혼담공작소 - 꽃파당 OST Part. 7
- 2019년 10월 29일 WayV - Take Over The Moon
- 2019년 11월 2일 규현 - 노래에 반하다 OST[145]
- 2019년 11월 5일 추가열 - 권기동 & 추가열 1집
- 2019년 11월 5일 WayV - Love Talk[146]
- 2019년 11월 6일 슈퍼주니어 - TIME LINE
- 2019년 11월 7일 태연 - [Digital Single] Into the Unknown (From "Frozen 2")
- 2019년 11월 15일 슈퍼주니어 - 아날로그 트립 (Analog Trip) OST
- 2019년 11월 18일 SuperM - [Digital Single] Let’s Go Everywhere
- 2019년 11월 20일 SMTOWN - [Digital Single] STATION X 4 LOVEs for Winter Part.1
- 2019년 11월 22일 성민 - Orgel
- 2019년 11월 27일 EXO - OBSESSION
- 2019년 11월 30일 예리 - [Digital Single] 너의 온기가 되어줄게[147]
- 2019년 12월 11일 보아 - Starry Night
- 2019년 12월 13일 NCT U - [Digital Single] STATION X 4 LOVEs for Winter Part.2
- 2019년 12월 16일 희철 - [Digital Single] STATION X 4 LOVEs for Winter Part.3[148]
- 2019년 12월 19일 첸 - 심포유 - 첸 편 OST
- 2019년 12월 23일 레드벨벳 - The ReVe Festival Finale

## 2020년대
- 2020년 1월 7일 백현 - 낭만닥터 김사부 2 OST Part.1
- 2020년 1월 15일 태연 - Purpose
- 2020년 1월 20일 찬열 - 낭만닥터 김사부 2 OST Part.3[144]
- 2020년 1월 22일 동방신기 - [Japan Digital Single] まなざし
- 2020년 1월 22일 NCT DREAM - [Japan] THE DREAM
- 2020년 1월 23일 첸 - [Digital Single] 혼자[75]
- 2020년 1월 28일 슈퍼주니어 - TIMELESS
- 2020년 2월 1일 수호 - 하와유브레드 OST Part.1
- 2020년 2월 19일 IMLAY - Dystopia
- 2020년 2월 23일 동해 - [Digital Single] Harmony
- 2020년 2월 24일 솔희 - [Digital Single] Lady
- 2020년 2월 29일 백현 - 하이에나 OST Part.2
- 2020년 3월 6일 NCT 127 - NCT #127 Neo Zone[149]
- 2020년 3월 16일 규현 - 날씨가 좋으면 찾아가겠어요 OST Part.3
- 2020년 3월 20일 조이 - 슬기로운 의사생활 OST Part.2
- 2020년 3월 30일 수호 - 자화상
- 2020년 4월 3일 규현 - 슬기로운 의사생활 OST Part.4
- 2020년 4월 6일 최강창민 - Chocolate
- 2020년 4월 21일 EXO - EXO PLANET #5 –EXplOration– Live Album
- 2020년 4월 29일 NCT DREAM - Reload[150]
- 2020년 5월 1일 예성 - [Digital Single] 봄은 너니까[151]
- 2020년 5월 4일 태연 - [Digital Single] Happy
- 2020년 5월 12일 찬열,레이든 - [Digital Single] Yours
- 2020년 5월 15일 Hitchhiker - [Digital Single] Sugar[152]
- 2020년 5월 16일 웬디 - 더 킹 : 영원의 군주 OST Part.10[153]
- 2020년 5월 19일 NCT 127 - NCT #127 Neo Zone: The Final Round[154]
- 2020년 5월 25일 백현 - Delight
- 2020년 5월 31일 긴조 - [Digital Single] The Riot
- 2020년 6월 1일 레이 - 蓮 (LIT) Part.1
- 2020년 6월 5일 효연 - GOOD GIRL Episode 1[155]
- 2020년 6월 8일 슈퍼주니어-K.R.Y. - 푸르게 빛나던 우리의 계절
- 2020년 6월 9일 NCT DREAM - THE DREAM SHOW - The 1st Live Album
- 2020년 6월 9일 WayV - Awaken The World
- 2020년 6월 19일 NCT DREAM - [Digital Single] Ridin’ 리믹스[156]
- 2020년 6월 22일 조미 - [Digital Single] Starry Night
- 2020년 6월 26일 태연 - [Digital Single] Happy(Summer Version)[157]
- 2020년 7월 6일 레드벨벳-아이린&슬기 - Monster
- 2020년 7월 7일 EXO-SC - [Digital Single] 척[158]
- 2020년 7월 9일 레이 - [Digital Single] 蹦(Boom)[159]
- 2020년 7월 13일 EXO-SC - 10억뷰
- 2020년 7월 15일 자이언트 핑크 - [Digital Single] Burn Out
- 2020년 7월 22일 DJ HYO - [Digital Single] DESSERT
- 2020년 7월 23일 규현 - [Digital  Single] Dreaming[160]
- 2020년 7월 24일 예리 - [Digital Single] 피버뮤직 2020 쿨 썸머 프로젝트 Vol.1 ‘해변의 여인’[161]
- 2020년 7월 29일 WayV - [Digital Single] Bad Alive (English Ver.)
- 2020년 7월 31일 레드벨벳-아이린&슬기 - [Digital Single] iScreaM Vol.3 : 놀이 (Naughty) Remix
- 2020년 7월 31일 백현 - [Digital Single] 공중정원[162]
- 2020년 8월 4일 태민 - [Digital Single] Never Gonna Dance Again : Prologue[163]
- 2020년 8월 7일 예리 - [Digital Single] 피버뮤직 2020 쿨 썸머 프로젝트 Vol.3 ‘애상’[164]
- 2020년 8월 14일 Super M - [Digital Single] 100
- 2020년 8월 21일 레드벨벳 - [Digital Single] Milky Way[165]
- 2020년 8월 23일 규현 - [Digital Single] 내 마음이 움찔했던 순간 (취향저격 그녀 X 규현)
- 2020년 8월 28일 EXO-SC - [Digital Single] iScreaM Vol.4 : 10억뷰 (1 Billion Views) Remix
- 2020년 8월 28일 SM Classics TOWN Orchestra - [Digital Single] Our Beloved BoA #5 - SM STATION
- 2020년 9월 1일 Super M - [Digital Single] 호랑이
- 2020년 9월 3일 슈퍼주니어-D&E - BAD BLOOD
- 2020년 9월 7일 태민 - Never Gonna Dance Again : Act 1
- 2020년 9월 8일 첸 - 브람스를 좋아하세요? OST Part.3
- 2020년 9월 15일 태연 - 브람스를 좋아하세요? OST Part.5
- 2020년 9월 22일 백현 - 청춘기록 OST Part.3
- 2020년 9월 25일 Super M - Super One
- 2020년 9월 28일 슈퍼주니어-D&E - BAD LIAR
- 2020년 10월 6일 백현 - 브람스를 좋아하세요? OST Part.11
- 2020년 10월 8일 규현 - [Digital  Single] 내 마음을 누르는 일(Daystar)[166]
- 2020년 10월 12일 NCT - NCT 2020 : RESONANCE Pt. 1
- 2020년 10월 15일 첸 - [Digital Single] 안녕
- 2020년 10월 16일 려욱 - [Digital Single] Traveller, No.301
- 2020년 10월 17일 레드벨벳 - 스타트업 OST Part.1
- 2020년 10월 30일 레이든,효연 - [Digital Single] Think About Me
- 2020년 10월 30일 태연 - [Japan] #GirlsSpkOut
- 2020년 11월 1일 찬열 - [Digital Single] minimal warm (취향저격 그녀 X 찬열 (CHANYEOL))
- 2020년 11월 4일 보아 - [Japan Digital Single] I believe
- 2020년 11월 5일 태연 - [Digital Single] 이승철 35주년 기념 앨범 Special 'My Love'[167]
- 2020년 11월 6일 슈퍼주니어 - [Digital Single] 우리에게
- 2020년 11월 7일 규현 - [Digital Single] 故김현식 30주기 헌정앨범 “추억 만들기” Part.1
- 2020년 11월 9일 태민 - Never Gonna Dance Again : Act 2
- 2020년 11월 13일 최강창민 - [Digital Single] All That Love
- 2020년 11월 15일 웬디 - 스타트업 OST Part.11
- 2020년 11월 17일 aespa - [Digital Single] Black Mamba
- 2020년 11월 23일 NCT - NCT 2020 : RESONANCE Pt. 2
- 2020년 11월 27일 동방신기 - [Japan Digital Single] Small Talk
- 2020년 11월 30일 카이 - KAI(开)
- 2020년 12월 1일 보아 - BETTER[168]
- 2020년 12월 4일 NCT - [Digital Single] RESONANCE
- 2020년 12월 14일 태민 - Never Gonna Dance Again
- 2020년 12월 15일 태연 - What Do I Call You
- 2020년 12월 20일 희철 - [Digital Single] 한량[169]
- 2020년 12월 21일 솔희 - [Digital Single] SUPERSiNGLE
- 2020년 12월 21일 백현 - [Digital Single] 놀이공원
- 2021년 1월 15일 강타 - [Digital Single] 감기약
- 2021년 1월 18일 유노윤호 - NOIR
- 2021년 1월 20일 백현 - [Japan] BAEKHYUN
- 2021년 1월 25일 유노윤호 - [Digital Single] Eeny Meeny
- 2021년 1월 26일 규현 - [Digital Single] 마지막 날에
- 2021년 1월 27일 슈퍼주니어 - [Japan] Star
- 2021년 1월 28일 유리 - 이별유예,일주일 OST Part.1
- 2021년 1월 31일 시우민 - 철인왕후 OST Part.7
- 2021년 2월 1일 레이든,백현 - [Digital Single] Runner[170]
- 2021년 2월 4일 온유 - 이별유예, 일주일 OST Part.3
- 2021년 2월 5일 에스파 - [Digital Single] Forever
- 2021년 2월 17일 NCT 127 - [Japan] LOVEHOLIC
- 2021년 2월 19일 도영 - 심야카페 OST Part.2
- 2021년 2월 22일 샤이니 - Don't Call Me
- 2021년 2월 24일 IMLAY- Utopia
- 2021년 3월 10일 WayV - Kick Back
- 2021년 3월 16일 슈퍼주니어 - The Renaissance
- 2021년 3월 24일 강타 - [Digital Single] Freezing
- 2021년 3월 27일 샤이니 - [Digital Single] iScreaM Vol.7 : Don't Call Me Remixes
- 2021년 3월 30일 백현 - Bambi
- 2021년 3월 30일 태민 - 나빌레라 OST Part.1
- 2021년 3월 31일 찬열 - 더 박스 OST
- 2021년 4월 5일 웬디 - Like Water
- 2021년 4월 6일 찬열 - [Digital Single] Tomorrow
- 2021년 4월 9일 Super M - [Digital Single] We DO
- 2021년 4월 12일 샤이니 - Atlantis
- 2021년 4월 13일 규현 - [Digital Single] Coffee
- 2021년 4월 15일 조이 - [Digital Single] 왜 사랑은 언제나 쉽지 않을까? (바른연애 길잡이 X 조이 (JOY))
- 2021년 4월 23일 백현 - [Digital Single] iScreaM Vol.8 : Bambi Remixes
- 2021년 4월 30일 자이언트 핑크 - [Digital Single] 어때
- 2021년 5월 3일 예성 - Beautiful Night
- 2021년 5월 10일 NCT DREAM - 맛 (Hot Sauce)[171]
- 2021년 5월 10일 백현 - [Digital Single] Hurt[172]
- 2021년 5월 17일 에스파 - [Digital Single] Next Level
- 2021년 5월 18일 려욱 - 오월의 청춘 OST Part.5
- 2021년 5월 18일 태민 - Advice
- 2021년 5월 22일 써니 - 보쌈-운명을 훔치다 OST Part.7
- 2021년 5월 24일 온유 - 태양의 노래 Part.4[173]
- 2021년 5월 24일 샤이니 - [Japan Digital Single] SUPERSTAR
- 2021년 5월 26일 조이 - [Digital Single] Je T'aime
- 2021년 5월 31일 백현 - 어느 날 우리 집 현관으로 멸망이 들어왔다 OST Part.3
- 2021년 5월 31일 조이 - 안녕 (Hello)
- 2021년 6월 4일 NCT 127 - [Digital Single] Save
- 2021년 6월 7일 EXO - DON'T FIGHT THE FEELING
- 2021년 6월 10일 NCT DREAM - [Digital Single] iScreaM Vol.9 : 맛 (Hot Sauce) Remixes
- 2021년 6월 16일 WayV-KUN&XIAOJUN - [Digital Single] Back To You
- 2021년 6월 21일 웬디 - 아침이슬 50년, 김민기에 헌정하다 Vol.3[174]
- 2021년 6월 28일 NCT DREAM - Hello Future[175]
- 2021션 7월 5일 규현 - [Digital Single] 투게더 (Together)
- 2021년 7월 6일 태연 - [Digital Single] Weekend
- 2021년 7월 6일 Raiden - 너는 나의 봄 OST Part.1
- 2021년 7월 14일 강타 - [Digital Single] 자유롭게 날 수 있도록 2021
- 2021년 7월 26일 디오 - 공감
- 2021년 7월 28일 강타 - [Digital Single] 7월의 크리스마스
- 2021년 7월 28일 샤이니 - [Japan] SUPERSTAR
- 2021년 8월 3일 온유 - 너는 나의 봄 OST Part.7
- 2021년 8월 9일 DJ HYO - [Digital Single] Second
- 2021년 8월 10일 텐 - [Digital Single] Paint Me Naked
- 2021년 8월 12일 NCT U - [Digital Single] MAXIS BY RYAN JHUN PT.1
- 2021년 8월 12일 SM Classics TOWN Orchestra - [Digital Single] Make A Wish (Birthday Song) (Orchestra Ver.)
- 2021년 8월 16일 레드벨벳 - Queendom
- 2021년 8월 17일 WayV-TEN&YANGYANG - [Digital Single] Low Low
- 2021년 8월 30일 Key - [Digital Single] Hate that…
- 2021년 8월 31일 백현 - 홍천기 OST Part.1
- 2021년 9월 1일 규현 - [Digital Single] 별이 빛나는 밤에 (REVIBE Vol.3)
- 2021년 9월 2일 예리 - [Digital Single] It's You
- 2021년 9월 7일 성민 - [Digital Single] Goodnight, Summer
- 2021년 9월 14일 에스파 - [Digital Single] iScreaM Vol.10 : Next Level Remixes
- 2021년 9월 17일 NCT 127 - NCT #127 Sticker[176]
- 2021년 9월 17일 웬디 - 유미의 세포들 OST Part.1
- 2021년 9월 27일 Key - BAD LOVE
- 2021년 10월 1일 도영 - 유미의 세포들 OST Part.4
- 2021년 10월 5일 에스파 - Savage
- 2021년 10월 5일 온유 - 하이클래스 OST Part.3[177]
- 2021년 10월 11일 Raiden - Love Right Back
- 2021년 10월 12일 강타 - [Digital Single] 아마 (Maybe)
- 2021년 10월 13일 동해 - [Digital Single] California Love[178]
- 2021년 10월 15일 레드벨벳 - [Digital Single] iScreaM Vol.11 : Queendom Remix
- 2021년 10월 20일 은혁 - [Digital Single] be[179]
- 2021년 10월 25일 NCT 127 - NCT #127 Favorite[180]
- 2021년 11월 1일 레드벨벳 - [Digital Single] iScreaM Vol.12 : Bad Boy Remixes
- 2021년 11월 2일 슈퍼주니어-D&E - COUNTDOWN
- 2021년 11월 3일 NCT 127 - [Digital Single] KARTRIDER X LINE FRIENDS OST Part 1. ‘Freeze’
- 2021년 11월 5일 보아 - [Japan Digital Single] My Dear
- 2021년 11월 8일 Raiden - IDOL (아이돌:The Coup) OST Part.1[181]
- 2021년 11월 11일 솔희 - 사랑하면 닳는 것들
- 2021년 11월 19일 시원 - 술꾼도시여자들 OST Part.5
- 2021년 11월 22일 써니 - 너의 밤이 되어줄게 OST Part.2
- 2021년 11월 28일 태연 - 지리산 OST Part.8
- 2021년 11월 30일 카이 - Peaches
- 2021년 12월 1일 웬디 - [Digital Single] 공항로
- 2021년 12월 6일 온유 - [Digital Single] 별 하나[182]
- 2021년 12월 8일 최강창민 - [Japan] Human
- 2021년 12월 9일 슈퍼주니어-D&E - [Digital Single] Need U
- 2021년 12월 10일 슈퍼주니어-D&E - COUNTDOWN - ZERO ver. (Epilogue)
- 2021년 12월 14일 NCT - NCT 2021 : Universe
- 2021년 12월 17일 NCT 127 - 아날로그 트립 NCT 127 OST
- 2021년 12월 20일 에스파 - [Digital Single] Dreams Come True
- 2021년 12월 21일 민호 - [Digital Single] Heartbreak
- 2021년 12월 27일 SM TOWN - 2021 Winter SMTOWN Album - SMCU EXPRESS
- 2021년 12월 29일 자이언트 핑크 - [Digital Single] Pink
- 2021년 12월 30일 NCT 127 - [Digital Single] iScreaM Vol.13 : Sticker Remixes
- 2021년 12월 30일 규현 - [Digital Single] 사랑은 말로 표현하는게 아니래요 (규현 X soundtrack#1)
- 2022년 1월 3일 - GOT the beat - [Digital Single] Step Back
- 2022년 1월 12일 강타 - [Digital Single] Slow Dance
- 2022년 1월 13일 최강창민 - Devil
- 2022년 1월 17일 태연 - [Digital Single] Can't Control Myself[183]
- 2022년 1월 25일 규현 - 연애소설[184]
- 2022년 1월 25일 조이 - 한 사람만 OST Part.4
- 2022년 2월 4일 마크 - [Digital Single] Child
- 2022년 2월 9일 유노윤호 - [Japan] 君は先へ行く
- 2022년 2월 14일 태연 - INVU
- 2022년 2월 21일 김민종 - [Digital Single] 긴 밤
- 2022년 2월 22일 도영 - [Digital Single] 아주 조금만 더 (도영 X soundtrack#1)
- 2022년 2월 24일 카이 - [Digital Single] iScreaM Vol.14 : Peaches Remixes
- 2022년 2월 27일 온유 - 기상청 사람들:사내연애 잔혹사 편 OST Part.2
- 2022년 2월 28일 슈퍼주니어 - [Digital Single] The Road : Winter for Spring
- 2022년 3월 5일 해찬 - [Digital Single] 좋은 사람 (2022)
- 2022년 3월 6일 규현 - 기상청 사람들 : 사내연애 잔혹사 편 OST Part.3
- 2022년 3월 16일 동방신기 - [Japan] Epitaph
- 2022년 3월 20일 NCT U - [Digital Single] coNEXTion (Age of Light)
- 2022년 3월 21일 레드벨벳 - The ReVe Festival 2022 - Feel My Rhythm
- 2022년 3월 26일 규현 - [Digital Single] [Vol.130] 유희열의 스케치북 With you : 여든 네번째 목소리 '유스케 X 규현'
- 2022년 3월 28일 NCT DREAM - Glitch Mode[185]
- 2022년 3월 30일 시원 - [Digital Single] 내 낡은 자전거(Riding)[186]
- 2022년 4월 4일 수호 - Grey Suit
- 2022년 4월 6일 레드벨벳 - [Japan] Bloom
- 2022년 4월 9일 웬디 - 서울체크인 OST Part.1
- 2022년 4월 11일 온유 - DICE
- 2022년 4월 14일 태용 - [Digital Single] Love Theory[187]
- 2022년 4월 28일 태연 - [Digital Single] iScreaM Vol.15 : INVU Remixes
- 2022년 5월 3일 려욱 - A Wild Rose
- 2022년 5월 8일 태연 - 우리들의 블루스 OST Part.6
- 2022년 5월 16일 HYO - 휩 (DEEP)
- 2022년 5월 21일 규현 - 별똥별 OST Part.4
- 2022년 5월 22일 윈터,닝닝 - 우리들의 블루스 OST Part.10
- 2022년 5월 29일 예성 - [Digital Single] Refresh Project
- 2022년 5월 30일 보아 - [Japan] The Greatest
- 2022년 5월 30일 NCT DREAM - Beatbox[188]
- 2022년 6월 1일 에스파 - [Digital Single] 도깨비불[189]
- 2022년 6월 1일 온유 - [Japan] Who sings? Vol.1
- 2022년 6월 1일 제이민 - [Digital Single] LOVE PROCESS [4막:고(苦)] 여자이야기
- 2022년 6월 17일 첸 - 닥터로이어 OST Part.2
- 2022년 6월 21일 NCT DREAM - [Digital Single] iScreaM Vol.16 : 버퍼링 (Glitch Mode) Remix
- 2022년 6월 24일 에스파 - [Digital Single] Life's Too Short[190]
- 2022년 7월 6일 온유 - [Japan] Life goes on
- 2022년 7월 7일 수호 - [Digital Single] SONGOLMAE REMAKE RE:FLY
- 2022년 7월 8일 에스파 - Girls
- 2022년 7월 12일 슈퍼주니어 - The Road : Keep on Going
- 2022년 7월 19일 NCT U - [Digital Single] Rain Day
- 2022년 7월 22일 도영 - 나를 사랑하지 않는 X에게 OST Part.3
- 2022년 7월 28일 려욱 - 모든 게 착각이었다 OST Part.1
- 2022년 7월 28일 웬디 - 메이플스토리M OST : ADELE
- 2022년 8월 8일 소녀시대 - FOREVER 1
- 2022년 8월 12일 IMLAY - [Digital Single] Heart's On Fire
- 2022년 8월 17일 동방신기 - [Japan Digital Single] UTSUROI
- 2022년 8월 18일 재현 - [Digital Single] Forever Only
- 2022년 8월 25일 예리 - [Digital Single] 낮잠 (Nap Fairy) - SM STATION[191]
- 2022년 8월 30일 Key - Gasoline
- 2022년 9월 3일 김민종 - [Digital Single] 히든싱어7 - Episode.3
- 2022년 9월 7일 강타 - Eyes On You
- 2022년 9월 16일 NCT 127 - NCT #127 질주 (2 Baddies)[192]
- 2022년 9월 17일 규현 - [Digital Single] 히든싱어7 - Episode.5[193]
- 2022년 9월 22일 태연 - 당신이 소원을 말하면 OST Part.9
- 2022년 9월 26일 시우민 - Brand New
- 2022년 10월 4일 슬기 - 28 Reasons
- 2022년 10월 15일 Raiden - [Digital Single] Last Man Standing[194]
- 2022년 10월 19일 디오 - 진검승부 OST Part.3
- 2022년 10월 19일 시원 - 얼어죽을 연애따위 OST Part.3[195]
- 2022년 10월 20일 예성 - [Digital Single] 사랑 후에[196]
- 2022년 10월 21일 에스파 - [Digital Single] iScreaM Vol.18 : Girls Remixes[197]
- 2022년 10월 21일 조이 - [Digital Single] World Peace Project Vol.2[198]
- 2022년 10월 25일 도영 - [Digital Single] Fallin'[199]
- 2022년 10월 27일 수호 - 진검승부 OST Part.4
- 2022년 10월 31일 첸 - 사라지고 있어
- 2022년 11월 22일 보아 - Forgive Me
- 2022년 11월 25일 첸 - 소방서 옆 경찰서 OST Part.3
- 2022년 11월 28일 레드벨벳 - The ReVe Festival 2022 – Birthday
- 2022년 12월 6일 민호 - Chase
- 2022년 12월 16일 슈퍼주니어 - The Road : Celebration
- 2022년 12월 19일 NCT DREAM - Candy
- 2022년 12월 26일 SM TOWN - 2022 Winter SMTOWN: SMCU Palace
- 2023년 1월 6일 재현 - [Digital Single] iScreaM Vol.20 : Forever Only Remix[200]
- 2023년 1월 16일 GOT the beat - Stamp On It
- 2023년 1월 25일 예성 - Sensory Flows
- 2023년 1월 26일 웬디 - [Digital Single] 안부[201]
- 2023년 1월 30일 NCT 127 - NCT # 127 Ay-Yo[202]
- 2023년 2월 2일 태연 - [Digital Single] 나얼 <Ballad Pop City>
- 2023년 2월 13일 Key - Killer
- 2023년 2월 17일 NCT 127 - [Digital Single] iScreaM Vol.21 : 질주 (2 Baddies) Remixes[203]
- 2023년 2월 27일 예성 - Floral Sense
- 2023년 3월 6일 온유 - Circle
- 2023년 3월 13일 카이 - Rover
- 2023년 3월 16일 규현 - 딜리버리맨 OST Part.3
- 2023년 3월 17일 슬기 - [Digital Single] iScreaM Vol.22 : 28 Reasons / Los Angeles Remixes[204]
- 2023년 3월 21일 NCT DREAM - [Digital Single] Beatbox (English Ver.)
- 2023년 4월 7일 마크 - [Digital Single] Golden Hour
- 2023년 4월 9일 시우민 - [Digital Single] 우리의 봄 : 후우(Who?)[205]
- 2023년 4월 12일 써니,HYO - 노웨이홈 OST
- 2023년 4월 14일 조이 - [Digital Single] 푸른 밤 이 노래[206]
- 2023년 4월 14일 WayV,IMLAY - [Digital Single] iScreaM Vol.23 : Phantom Remixes[207]
- 2023년 4월 15일 EXO - [Japan Digital Single] BIRD (THE BEST Ver.)
- 2023년 4월 17일 NCT 도재정 - Perfume
- 2023년 4월 22일 강타 - [Digital Single] When I Close My Eyes[208]
- 2023년 4월 28일 백현 - 낭만닥터 김사부 3 OST Part.1
- 2023년 4월 28일 ScreaM Records - SCREAM! ep.1 : Journey of Emotions
- 2023년 5월 1일 NCT 127 - [Japan Digital Single] Sunny Road[209]
- 2023년 5월 2일 에스파 - [Digital Single] Welcome To MY World[210]
- 2023년 5월 4일 최강창민 - [Digital Single] Hybrid[211]
- 2023년 5월 6일 WayV - [Japan Digital Single] Welcome To My Paradise
- 2023년 5월 8일 에스파 - MY World
- 2023년 5월 10일 성민 - [Digital Single] 사랑이 따끔 (Lovesick)
- 2023년 5월 12일 도영 - 낭만닥터 김사부 3 OST Part.3
- 2023년 5월 15일 첸 - [Digital Single] 꽃잎이 지기 전에
- 2023년 5월 16일 규현 - [Digital Single] 우리 사랑 이대로 (여름날 우리 X 규현 (KYUHYUN), 정은지)[212]
- 2023년 5월 19일 SM Classics TOWN Orchestra - [Digital Single] Hello Future (Orchestra Ver.)
- 2023년 5월 24일 예성 - [Japan] 君という桜の花びらが僕の心に舞い降りた
- 2023년 5월 30일 첸 - [Digital Single] 나의 꽃, 너의 빛[213]
- 2023년 6월 1일 조미 - [Digital Single] Manana (Our Drama)
- 2023년 6월 5일 태용 - SHALALA
- 2023년 6월 9일 유노윤호 - 레이스 OST
- 2023년 6월 12일 EXO - [Digital Single] Let Me In[214]
- 2023년 6월 19일 NCT DREAM - [Digital Single] Broken Melodies[215]
- 2023년 6월 26일 샤이니 - HARD
- 2023년 6월 27일 케이준 - [Digital Single] 차 키, 지갑, 폰
- 2023년 6월 28일 동방신기 - [Japan Digital Single] Lime ＆ Lemon
- 2023년 6월 30일 EXO - [Digital Single] Hear Me Out[216]
- 2023년 7월 5일 슈퍼주니어-L.S.S. - [Japan Digital Single] シャッター閉めろ (Shatta Shimero)
- 2023년 7월 10일 EXO - EXIST
- 2023년 7월 13일 NCT 도재정 - [Digital Single] iScreaM Vol.24 : Perfume Remixes[217]
- 2023년 7월 17일 NCT DREAM - ISTJ
- 2023년 7월 23일 도영 - 이번 생도 잘 부탁해 OST Part.6
- 2023년 7월 28일 SM Classics TOWN Orchestra - [Digital Single] Sherlock•셜록 (Clue + Note) (Orchestra Ver.)
- 2023년 7월 31일 닝닝 - [Digital Single] 妳在哪裡 (WYA)[218]
- 2023년 8월 7일 유노윤호 - Reality Show
- 2023년 8월 8일 재현 - [Digital Single] Horizon
- 2023년 8월 10일 보아 - 댄스가수유랑단 OST[219]
- 2023년 8월 18일 에스파 - [Digital Single] Better Things
- 2023년 8월 21일 라이즈 - [Digital Single] Memories[220]
- 2023년 8월 22일 효연 - [Digital Single] Picture
- 2023년 8월 23일 NCT - [Digital Single] Golden Age[221]
- 2023년 8월 23일 에스파 - [Digital Single] 포켓몬스터(2023)[222]
- 2023년 8월 28일 NCT - Golden Age
- 2023년 8월 30일 긴조 - [Digital Single] Different Hearts[223]
- 2023년 9월 4일 라이즈 - [Digital Single] Get A Guitar
- 2023년 9월 7일 태일,해찬 - [Digital Single] N.Y.C.T
- 2023년 9월 8일 디오 - [Digital Single] 별 떨어진다[224]
- 2023년 9월 11일 Key - Good & Great
- 2023년 9월 15일 시우민 - 사장돌 마트 OST Part.1
- 2023년 9월 15일 에스파 - [Digital Single] iScreaM Vol.26 : Spicy Remix[225]
- 2023년 9월 18일 디오 - 기대
- 2023년 9월 21일 윈터 - [Digital Single] 2024 부산세계탁구선수권대회 공식 주제가[226]
- 2023년 9월 22일 태일,카리나 - 도적: 칼의 소리 OST[227]
- 2023년 9월 22일 에스파 - [Digital Single] Better Things (Tropkillaz Remix)[228]
- 2023년 9월 29일 에스파 - [Digital Single] Better Things (RAYE Remix)[229]
- 2023년 10월 4일 예성 - Unfading Sense
- 2023년 10월 6일 NCT 127 - Fact Check
- 2023년 10월 7일 에스파 - [Japan Digital Single] ZOOM ZOOM
- 2023년 10월 8일 NCT WISH - [Japan Digital Single] Hands Up
- 2023년 10월 20일 찬열 - [Digital Single] 그래도 돼
- 2023년 10월 24일 백현 - [Digital Single] PARANOIA[230]
- 2023년 10월 27일 라이즈 - [Digital Single] Talk Saxy
- 2023년 10월 27일 에스파 - [Digital Single] Better Things (Dance Remix)[231]
- 2023년 10월 30일 태민 - Guilty
- 2023년 11월 1일 WayV - On my youth
- 2023년 11월 4일 라이즈 - 씰룩(SEALOOK) OST
- 2023년 11월 9일 라이즈 - [Digital Single] Get A Guitar (English Ver.)
- 2023년 11월 10일 에스파 - Drama
- 2023년 11월 13일 레드벨벳 - Chill Kill
- 2023년 11월 16일 윈터 - [Digital Single] Nobody[232]
- 2023년 11월 17일 NCT DREAM - [Digital Single] Broken Melodies (JVKE Remix)[233]
- 2023년 11월 19일 윈터 - 무인도의 디바 OST Part.8
- 2023년 11월 20일 려욱 - [Digital Single] 아무것도 하지 않아도 돼
- 2023년 11월 24일 에스파 - [Digital Single] Jingle Bell Rock
- 2023년 11월 27일 태연 - To. X
- 2023년 11월 28일 태민 - 사내연애 사절 OST
- 2023년 12월 8일 윈터 - 마이 데몬 OST Part.3
- 2023년 12월 11일 려욱,SM Classics TOWN Orchestra - [Digital Single] 아무것도 하지 않아도 돼
- 2023년 12월 14일 라이즈 - [Digital Single] iScreaM Vol.28 : Get A Guitar Remixes[234]
- 2023년 12월 15일 에스파 - [Digital Single] Drama (Sped Up Ver.)
- 2023년 12월 15일 에스파 - [Digital Single] Jingle Bell Rock (Sped Up Ver.)
- 2023년 12월 17일 태연 - 웰컴투 삼달리 OST Part.3
- 2023년 12월 19일 려욱 - [Digital Single] 마중
- 2023년 12월 20일 예성 - [Japan Digital Single] Not Nightmare Christmas
- 2023년 12월 22일 수호 - 경성크리처 OST Part.1[235]
- 2023년 12월 22일 NCT 127 - [Digital Single] Be There For Me
- 2023년 12월 26일 동방신기 - 20&2[236]
- 2023년 12월 28일 슬기 - 어쩌다 사장3 OST Part.3
- 2023년 12월 29일 IMLAY - STARDUST
- 2024년 1월 1일 조미 - [Digital Single] And(그리고,)[237]
- 2024년 1월 5일 라이즈 - [Digital Single] Love 119
- 2024년 1월 6일 민호 - [Digital Single] Stay for a night
- 2024년 1월 11일 NCT U - [Digital Single] Do It (Let’s Play) (NCT ZONE OST)
- 2024년 1월 15일 에스파 - [Digital Single] 시대유감
- 2024년 1월 17일 슈퍼주니어-L.S.S - [Japan] Let’s Standing Show
- 2024년 1월 22일 슈퍼주니어-L.S.S - [Digital Single] Suit Up
- 2024년 1월 24일 라이즈 - [Japan Digital Single] Love 119
- 2024년 1월 26일 NCT 127 - [Digital Single] iScreaM Vol.29 : Fact Check (불가사의; 不可思議) Remixes[238]
- 2024년 1월 27일 슬기 - 닥터슬럼프 OST Part.1
- 2024년 1월 29일 려욱 - [Digital Single] Music Collaboration - 사랑이라는 건
- 2024년 2월 2일 이광일 - [Digital Single] Dear,
- 2024년 2월 3일 려욱 - [Digital Single] 내 귀에 띵곡 Part.12[239]
- 2024년 2월 3일 슈퍼주니어-L.S.S - [Digital Single] C’MON
- 2024년 2월 4일 태일 - 세작, 매혹된 자들 OST Part.3
- 2024년 2월 8일 슈퍼주니어-L.S.S - [Digital Single] 조크든요
- 2024년 2월 13일 텐 - TEN
- 2024년 2월 26일 써니,효연 - 노웨이홈 OST
- 2024년 2월 26일 태용 - TAP
- 2024년 2월 28일 NCT WISH - [Japan Digital Single] WISH
- 2024년 2월 28일 NCT WISH - [Digital Single] WISH
- 2024년 3월 8일 태연,IMLAY,HUNJIYA,GINJO - [Digital Single] iScreaM Vol.30 : To. X Remixes
- 2024년 3월 12일 닝닝 - 야한(夜限) 사진관 OST Part.1
- 2024년 3월 12일 웬디 - Wish You Hell
- 2024년 3월 23일 정우 - 푸바오와 할부지 OST Part.1
- 2024년 3월 25일 NCT DREAM - DREAM( )SCAPE
- 2024년 3월 26일 보아 - [Digital Single] 정말, 없니?
- 2024년 4월 1일 루카스 - [Digital Single] Renegade
- 2024년 4월 2일 윈터 - [Digital Single] Officially Cool[240]
- 2024년 4월 3일 라이즈 - [Digital Single] Siren
- 2024년 4월 12일 NCT DREAM - [Digital Single] iScreaM Vol.31 : Smoothie Remix[241]
- 2024년 4월 18일 라이즈 - [Digital Single] IMPOSSIBLE
- 2024년 4월 22일 도영 - 청춘의 포말
- 2024년 4월 29일 라이즈 - [Digital Single] RIIZING[242]
- 2024년 5월 13일 에스파 - [Digital Single] Supernova[243]
- 2024년 5월 16일 마크 - [Digital Single] 200[244]
- 2024년 5월 20일 수호 - [Digital Single] 치즈[245]
- 2024년 5월 27일 에스파 - Armageddon
- 2024년 5월 31일 수호 - 점선면 (1 to 3)
- 2024년 6월 3일 WayV - Give Me That
- 2024년 6월 4일 라이즈 - [Digital Single] iScreaM Vol.32 : Impossible Remix[246]
- 2024년 6월 5일 NCT DREAM - [Japan Digital Single] Moonlight
- 2024년 6월 7일 요한킴 - [Digital Single] hummingbird
- 2024년 6월 11일 슈퍼주니어 - [Digital Single] Show Time
- 2024년 6월 17일 라이즈 - RIIZING
- 2024년 6월 24일 레드벨벳 - Cosmic[247]
- 2024년 6월 26일 NCT WISH - [Japan Digital Single] Songbird
- 2024년 6월 29일 조미 - [Digital Single] 오늘은 가지마[248]
- 2024년 7월 1일 NCT WISH - [Digital Single] Songbird
- 2024년 7월 3일 윈터 - [Digital Single] 처음 본 순간 (영화 사랑의 하츄핑 OST)
- 2024년 7월 8일 태연 - [Digital Single] Heaven
- 2024년 7월 15일 NCT 127 - WALK
- 2024년 7월 17일 트랙스 - [Digital Single] 계속될 이야기 (To Be Continued)[249]
- 2024년 7월 24일 라이즈 - [Japan Digital Single] LUCKY
- 2024년 8월 1일 레드벨벳 - Cosmic (Repackage)
- 2024년 8월 12일 재현 - [Digital Single] 'Roses' & 'Dandelion'[250]
- 2024년 8월 22일 성민 - [Digital Single] 요.요.요. (YO.YO.YO.)
- 2024년 8월 23일 NCT DREAM - [Digital Single] Rains in Heaven
- 2024년 8월 26일 재현 - J
- 2024년 8월 28일 찬열 - Black Out
- 2024년 8월 29일 태연 - [Digital Single] I'm Not The Only One[251]
- 2024년 8월 30일 SM Jazz Trio - [Digital Single] Supernova (Jazz Ver.)
- 2024년 9월 4일 라이즈 - [Digital Single] RIIZING : Epilogue
- 2024년 9월 5일 라이즈 - [Japan Digital Single] Lucky
- 2024년 9월 9일 NCT WISH - [Digital Single] Dunk Shot[252]
- 2024년 9월 10일 naevis - [Digital Single] Done
- 2024년 9월 11일 조미 - [Digital Single] Utopia
- 2024년 9월 19일 라이즈 - RIIZING : Epilogue
- 2024년 9월 20일 에스파 - [Digital Single] We Go (Eng Ver.)
- 2024년 9월 20일 에스파 - [Digital Single] iScreaM Vol.33 : Supernova / Armageddon Remixes[253]
- 2024년 9월 23일 Key - Pleasure Shop
- 2024년 9월 24일 NCT WISH - Steady
- 2024년 9월 24일 NCT WISH - [Japan] Steady
- 2024년 9월 25일 WayV - [Japan] The Highest
- 2024년 9월 26일 HYO - [Digital Single] Retro Romance
- 2024년 9월 28일 시원 - DNA 러브 OST Part.7
- 2024년 10월 1일 도영 - [Digital Single] 첫사랑
- 2024년 10월 2일 이광일 - [Digital Single] From.
- 2024년 10월 4일 민지운 - [Digital Single] Sentimental Love
- 2024년 10월 7일 KENZIE,NCT DREAM,에스파,RIIZE - [Digital Single] RE:WORKS
- 2024년 10월 9일 에스파 - [Digital Single] SYNK : PARALLEL LINE
- 2024년 10월 11일 효연 - [Digital Single] Retro Romance (House Remix)[254]
- 2024년 10월 12일 강한뫼 - [Digital Single] 같이 걸을까
- 2024년 10월 15일 NCT WISH - [Digital Single] 포켓몬스터 OST | Make You Shine
- 2024년 10월 18일 민지운 - [Digital Single] Sentimental Love (Remix)
- 2024년 10월 21일 에스파 - Whiplash
- 2024년 10월 24일 재현 - [Digital Single] Unconditional
- 2024년 11월 4일 민호 - CALL BACK
- 2024년 11월 5일 예성 - It's Complicated
- 2024년 11월 6일 도영 - [Digital Single] 시리도록 눈부신
- 2024년 11월 6일 동방신기 - [Japan] ZONE
- 2024년 11월 11일 NCT DREAM - DREAMSCAPE
- 2024년 11월 13일 유타 - [Japan] Depth
- 2024년 11월 18일 태연 - Letter To Myself
- 2024년 11월 19일 WayV - [Digital Single] HIGH FIVE
- 2024년 11월 21일 조미 - [Digital Single] Ex Games
- 2024년 11월 22일 도영 - 미안하다 사랑한다 2024 OST
- 2024년 11월 25일 WayV - FREQUENCY
- 2024년 11월 26일 아이린 - Like A Flower
- 2024년 11월 27일 NCT WISH - [Japan] WISHFUL
- 2024년 12월 1일 윈터 - 옥씨부인전 OST Part.1
- 2024년 12월 11일 ScreaM Records - K-POP ScreaM 1
- 2024년 12월 12일 요한킴 - [Digital Single] Whiplash (YOHAN KIM Experience)
- 2024년 12월 13일 민지운 - [Digital Single] Someone
- 2024년 12월 16일 마크 - [Digital Single] 프락치 (Fraktsiya) (Feat. 이영지)[255]
- 2024년 12월 20일 naevis,IMLAY,2Spade - [Digital Single] iScreaM Vol.35 : Done Remix
- 2024년 12월 23일 도영 - 나미브 OST Part.1
- 2024년 12월 27일 IMLAY - STARDUST Remixes
- 2024년 12월 28일 정우 - 체크인 한양 OST Part.2
- 2025년 1월 8일 라이즈 - [Digital Single] Hug
- 2025년 1월 15일 슬기 - [Digital Single] Lucky[256]
- 2025년 1월 22일 NCT WISH - [Digital Single] Miracle
- 2025년 1월 24일 SM Classics - Across The New World
- 2025년 2월 14일 SM TOWN - 2025 SMTOWN : THE CULTURE, THE FUTURE
- 2025년 2월 21일 dearALICE - [Digital Single] Ariana
- 2025년 2월 24일 Hearts2Hearts - [Digital Single] The Chase
- 2025년 2월 27일 민지운 - [Digital Single] iScreaM Vol.36 : Someone Remixes[257]
- 2025년 3월 10일 슬기 - Accidentally On Purpose
- 2025년 3월 14일 SM Jazz Trio - [Digital Single] 11:11 (Jazz Ver.)
- 2025년 3월 17일 민지운 - [Digital Single] If You Were The Rain
- 2025년 3월 21일 SM Jazz Trio - [Digital Single] Prometheus
- 2025년 3월 24일 텐 - STUNNER
- 2025년 4월 3일 카이 - [Digital Single] Adult Swim
- 2025년 4월 7일 마크 - The Firstfruit
- 2025년 4월 11일 ScreaM Records - K-POP ScreaM 2
- 2025년 4월 14일 NCT WISH - poppop
- 2025년 4월 18일 슈퍼주니어-L.S.S. - [Japan Digital Single] PON PON
- 2025년 4월 19일 윈터 - 언젠가는 슬기로울 전공의생활 OST Part.3
- 2025년 4월 21일 카이 - Wait On Me
- 2025년 5월 5일 천러 - 찬(灿/Lucid)
- 2025년 5월 13일 재현 - 디어엠 OST Part.4
- 2025년 5월 14일 유타 - [Digital Single] TWISTED PARADISE
- 2025년 5월 19일 라이즈 - ODYSSEY
- 2025년 5월 24일 dearALICE - [Digital Single] Sweet
- 2025년 5월 25일 샤이니 - [Digital Single] Poet | Artist
- 2025년 5월 26일 레드벨벳-아이린&슬기 - TILT
- 2025년 5월 26일 해찬 - 금주를 부탁해 OST Part.3
- 2025년 5월 28일 텐 - [Japan] Humanity
- 2025년 6월 9일 도영 - Soar
- 2025년 6월 18일 Hearts2Hearts - [Digital Single] STYLE
- 2025년 6월 27일 에스파 - [Digital Single] Dirty Work
- 2025년 6월 27일 dearALICE - bitterSWEETsummer
- 2025년 6월 30일 에스파 - [Digital Single] Dirty Work (Remixes)
- 2025년 7월 8일 슈퍼주니어 - Super Junior25[258]
- 2025년 7월 14일 NCT DREAM - Go Back To The Future
- 2025년 7월 15일 에스파 - [Digital Single] Dark Arts
- 2025년 7월 16일 효연 - [Digital Single] Yes
- 2025년 7월 18일 WayV - BIG BANDS
- 2025년 7월 31일 승한앤소울 - [Digital Single] Waste No Time
- 2025년 8월 4일 보아 - Crazier
- 2025년 8월 7일 naevis - [Digital Single] Sensitive
- 2025년 8월 11일 Key - HUNTER
- 2025년 8월 12일 NCT WISH - [Digital Single] Surf[259]
- 2025년 8월 18일 조이 - From JOY, with Love
- 2025년 8월 21일 윤아 - 악마가 이사왔다 OST
- 2025년 8월 22일 민지운 - Pink, then grey
- 2025년 8월 25일 찬열 - Upside Down
- 2025년 9월 1일 NCT WISH - COLOR
- 2025년 9월 5일 에스파 - Rich Man
- 2025년 9월 8일 해찬 - TASTE
- 2025년 ?월 ?일 도영 - 폭군의 셰프 OST
- 2025년 9월 ?일 수호 - 미정
- 2025년 10월 ?일 유타 - [Japan] 미정
- 2025년 ?월 ?일 라이즈 - [Digital Single] 미정
- 2025년 ?월 ?일 태연 - 미정
- 2025년 ?월 ?일 Hearts2Hearts - 미정
- 2025년 ?월 ?일 정우 - [Digital Single] 미정
- 2025년 ?월 ?일 민호 - [Digital Single] 미정
- 2025년 ?월 ?일 WayV - 미정
- 2025년 ?월 ?일 NCT DREAM - 미정
- 2025년 ?월 ?일 유노윤호 - 미정
- 2025년 ?월 ?일 최강창민 - [Japan Digital Single] 미정